# Art safàvida

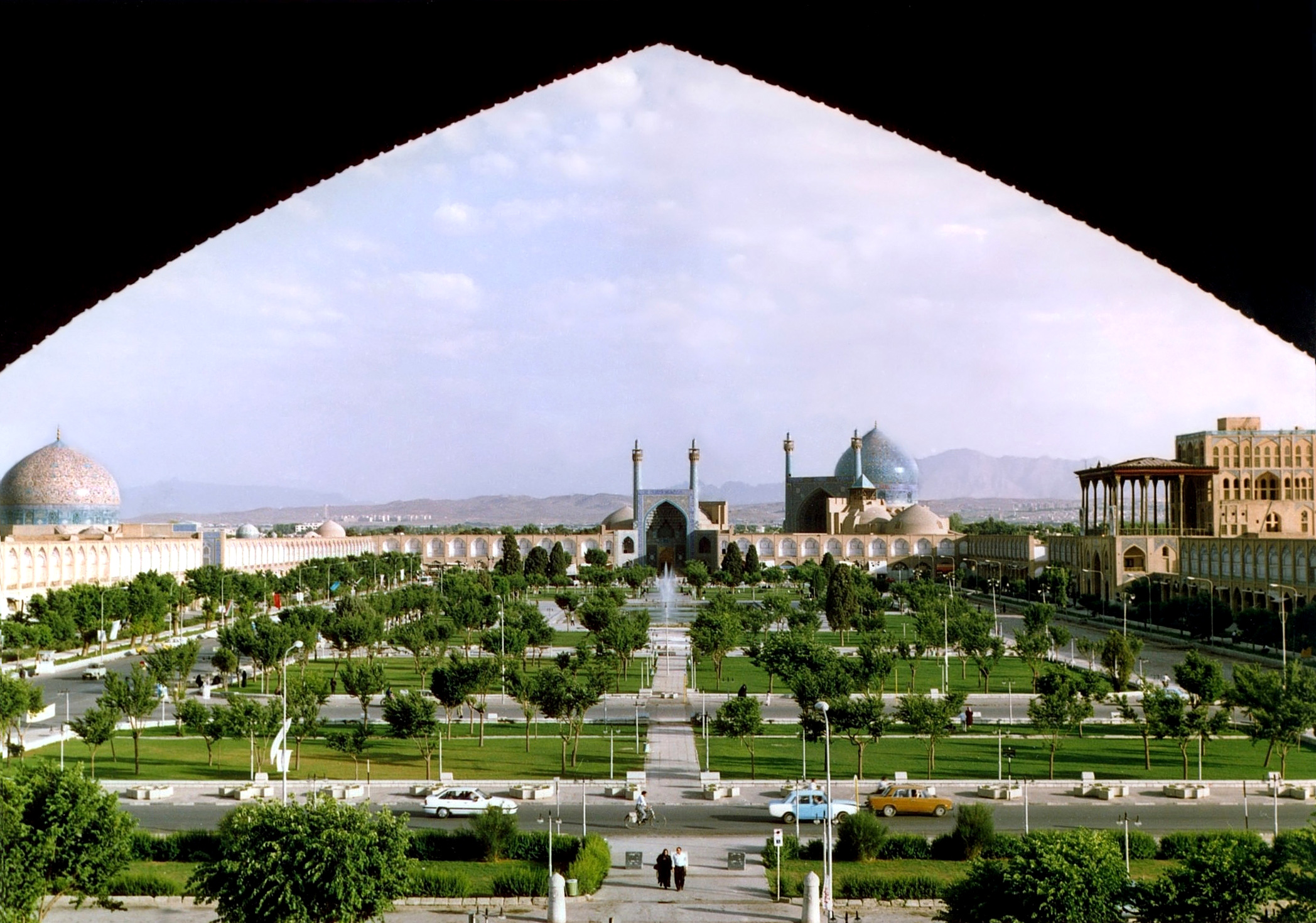
Plaça Naqsh-e Jahan, Patrimoni de la Humanitat, amb les joies de l'arquitectura safàvida: a l'esquerra, la mesquita del xeic Lotfallah; al fons, la mesquita del Xa; i a la dreta, el palau d'Ali Qapu

La denominació art safàvida agrupa la producció artística que es va donar a Pèrsia —Iran i part de l'Iraq d'avui— durant el govern de la dinastia homònima, entre els anys 1501 i 1722. Marca un punt culminant en l'arquitectura persa i en l'art del llibre, mentre que en les arts menors, com la ceràmica, l'art del metall o del vidre, els seus assoliments tenen més o menys tendència a periclitar. Encara que nodrit per la cultura persa, l'art safàvida va estar fortament influenciat per les cultures turcmana (els orígens de la dinastia), xinesa, otomana i occidental.
Els safàvides van ser els últims sobirans que van promoure un art nacional «persa». Se'ls deu una reactivació de la producció artística en l'actual Iran, particularment destacable en la planificació urbana d'Esfahan: els palaus d'Ali Qapu i Chehel Sotoun són veritables joies que destaquen en mig de parcs traçats segons perspectives precises, mentre la llarga avinguda monumental de Tschahār Bāgh o 'avinguda dels Quatre Jardins', de 3 km, articula la ciutat. Guardians de l'antiga tradició artística més que veritables innovadors, van desenvolupar un art cortesà refinat i sumptuós amb tendències manieristes en la decoració que tenen un gran encant poètic. La seva caiguda va portar cap a una ràpida degeneració de l'art iranià.

## Context històric

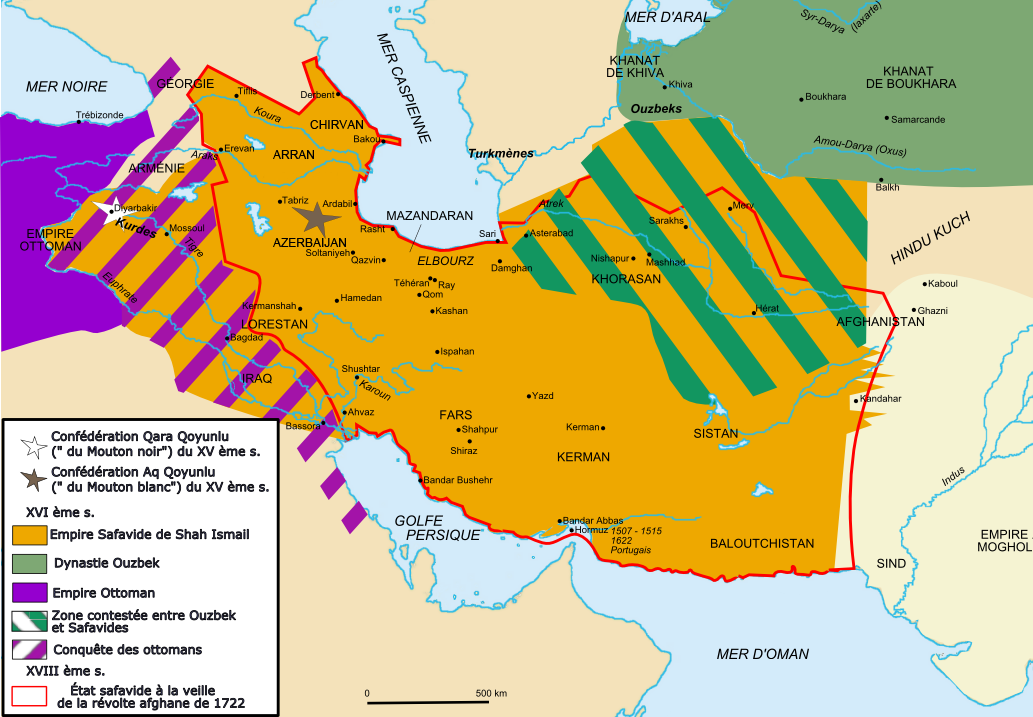
Mapa de l'imperi safàvida

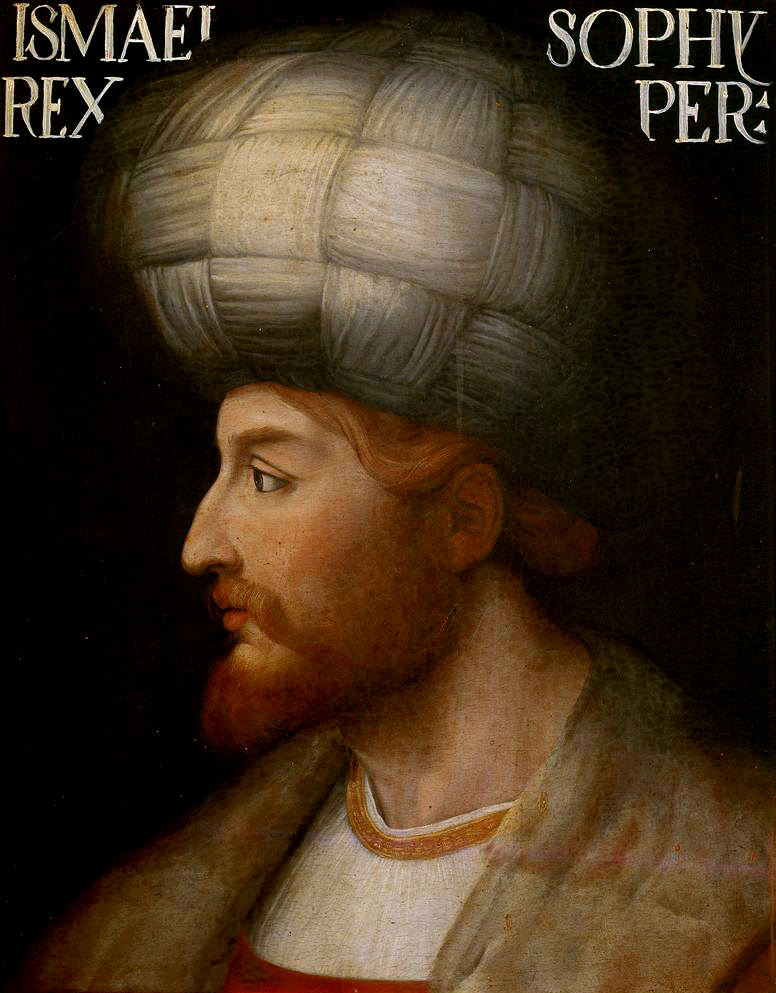
Xa Ismaïl I, el fundador de la dinastia dels safàvides

La dinastia safàvida prove d'una germanor turcmana anomenada safavieh que va aparèixer a l'Azerbaidjan cap el 1301, amb el xeic Safi al-Din (1252-1334), que li dona el nom. Els safàvides han contribuït en gran manera a la propagació del xiisme duodecimà que consideren al dotzè imam ocult com el seu líder. No obstant això, fins al 1447 la dinastia safàvida no va començar a mostrar ambicions polítiques, amb l'arribada al poder del xeic Djunayd. Es va establir un sistema de lluites i d'aliances amb les tribus turcmanes, donant com a resultat l'extinció de la dinastia dels Qara Qoyunlu, regnants a la regió de Tabriz, oposada a la dels Aq Qoyunlu, instal·lats a Anatòlia. Haydari, el successor de Djunayd, fou assassinat, i el xa Ismaïl I (r. 1501-1524), que llavors tenia dotze anys, va encapçalar el moviment el 1499. Va començar una vigorosa propaganda que li va permetre reclutar un exèrcit. El 1500, els seus 7000 soldats van vèncer les tropes turcmanes, una força de 30.000 homes, i el 1501, Ismaïl I va entrar a la ciutat de Tabriz, al nord-oest de l'actual Iran, proclamant el ritu imamí com a religió de l'estat i fent encunyar les primeres monedes amb el seu nom.
L'expansió territorial es va accelerar cap a Bagdad i l'Imperi Otomà, però l'arribada de Selim I al capdavant de l'Imperi Otomà que va prohibir el xiisme, així com la batalla de Çaldiran el 23 d'agost de 1514, van marcar una aturada en aquesta expansió. L'exèrcit safàvida, que no coneixia l'ús de les armes de foc, va patir una aclaparadora derrota. Selim I va entrar a Tabriz —on es va retirar uns mesos més tard a causa de les disputes internes— i es va annexionar gran part del territori safàvida. Ismal I, l'ascendència divina del qual va ser fortament qüestionada, es va retirar de la vida política, mentre que les relacions amb els turcmans qizilbash —deixebles sufís xiïtes dels safàvides— es deterioraven. El 1515, la instal·lació dels portuguesos a Ormuz va comportar l'inici d'un prosper comerç amb Europa.
Després de la mort d'Ismaïl I, el seu fill de deu anys, Tahmasp I (r. 1524-1576) va arribar al poder. Poc brillant en el plànol militar, va cedir la ciutat de Bagdad a Solimà el Magnífic, i va transferir el 1548 la capital a Qazvín. Finalment, va signar el 1555 el Tractat d'Amasya que li assegurava una pau duradora. El seu regnat, el més llarg en la història de Pèrsia, va estar marcat per la signatura, als seus vint anys, d'un «edicte de penediment» que va instaurar una religió autoritària, prohibint la música, la dansa, les begudes alcohòliques i fins i tot l'haixix.

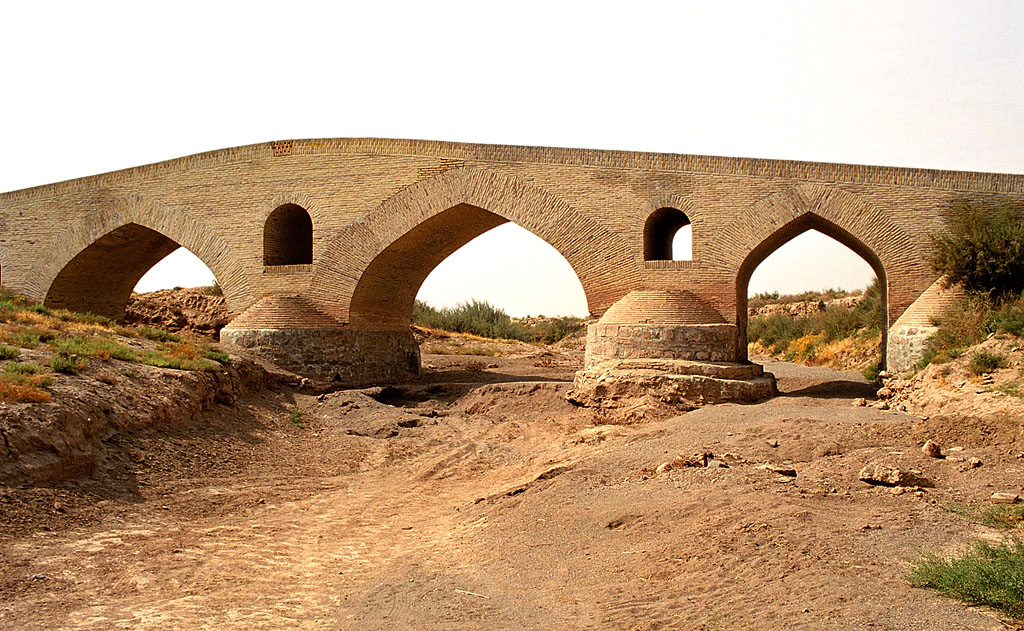
Un pont de l'època safàvida proper a Qazvín

Després de la mort de Tahmasp el 1576, van seguir dotze anys de confusió i fins a l'arribada del xa Abbas (r. 1587-1629) no es va aconseguir restaurar una calma relativa. Abbas, conegut com a Abbas el Gran, va signar una pau molt desfavorable amb els otomans, per aconseguir temps per posar en peus un exèrcit de ghulams (mercenaris caucàsics, armenis i georgians). Els ghulams també van ser integrats en una administració centralitzada, ocupant els llocs dels turcmans jutjats massa renuents. Aquestes mesures van permetre que el xa guanyés a les tropes uzbekes i que el 1598 reprengués la ciutat d'Herat i el 1624 la pròpia Bagdad. Aquest regnat, el més ple de la dinastia, va donar lloc a un comerç i art destacables, sobretot amb la construcció de la nova capital d'Esfahan.
El període posterior a la mort d'Abbas el Gran va ser un llarg declivi, en part a causa del «sistema de l'harem» que promovia les intrigues i manipulacions. El regnat del xa Safi (r. 1629-1642) va destacar per la seva violència arbitrària i les pèrdues territorials; el del xa Abbas II (r.1642-1666) va marcar el començament de la intolerància religiosa cap als dhimmis i especialment els jueus, situació que va continuar sota el govern del xa Sulayman (r. 1666-1694) i del xa Husayn I (r. 1694-1722). Una rebel·lió dels afganesos el 1709 va conduir finalment a l'extinció de l'imperi l'any 1722.

## Arquitectura i urbanisme

### Sota Ismaïl
Si bé el primer xa safàvida Ismaïl I va fer una política bastant intensiva de restauració i de conservació dels grans llocs del xiisme com Karbala (1508), Najaf (1508) i Samarra avui a l'Iraq i Mashad (1514) a l'est de l'Iran, entre d'altres, perpetuant així les tradicions timúrides i turcmanes, el seu mecenatge arquitectònic com a constructor va ser gairebé nul, probablement a causa que la conquesta safàvida es va aconseguir sense grans destruccions. Així, a la nova capital Tabriz, tots els monuments dels turcmans van sobreviure satisfent les necessitats del xa i de la seva cort. No obstant això, Ismaïl I va fer de la ciutat d'Ardabil (al nord de l'Iran) un centre dinàstic i lloc de peregrinació, embellint el complex situat al voltant de la tomba de Shaykh Safi i enterrant-hi les restes del seu pare el 1509. Se li deu l'edificació del Dar al-Hadith, una sala dedicada a l'estudi dels hadits, l'equivalent a l'antiga Dar al-Huffaz, que servia per a recitar l'Alcorà. Va ser probablement ell mateix qui va planificar la seva pròpia tomba, encara que es construís poc després de la seva mort. També s'acredita a Ismaïl I la restauració de la mesquita aljama de Saveh, el 1520, on la decoració exterior ha desaparegut, però que en el mihrab combina l'ús de l'estuc arcaïtzant amb una delicada decoració d'arabescs en mosaic de ceràmica. A una altra mesquita de Saveh, la mesquita Meydān, es va fer un mihrab similar entre 1510 i 1518, datat per dues inscripcions.
Dormish Khan Shamlu, cunyat d'Ismaïl, va superar en part aquesta absència de construccions a partir de l'any 1503. De fet, com a governador d'Esfahan que residia més en la cort de Tabriz que en la seva pròpia ciutat, va deixar el poder de decisions en mans de Mirza Shah Hussein Isfahani, el més gran arquitecte de l'època, que va construir al lloc la tomba d'Harun-e Vilayat entre 1512 i 1513. Assenyalat per un viatger occidental com un gran lloc de «peregrinació dels perses» tant musulmans com jueus i cristians, aquest monument està format per una habitació quadrada sota una cúpula, seguint un esquema de planta bastant tradicional. La cúpula descansa sobre un alt tambor, amb mocàrabs que omplen la zona de pas octogonal. Dos minarets avui desapareguts amplificaven el gran porxo, mentre que la decoració de la torre —hazerbaf— i els mosaics de ceràmica, centrada a la façana, conservaven la tradició timúrida. La façana, marcada per arcs cecs, s'unifica gràcies a la decoració de fons com en la gran mesquita de Yazd. A aquesta tomba s'ha d'afegir la mesquita Ali, molt a prop, acabada el 1522 per ordre del mateix governador.

### Sota Tahmasp
Com el seu predecessor, al començament del seu regnat (1524-1555), Tahmasp I va romandre poc actiu en relació amb el patrocini de grans obres arquitectòniques, implicant-se només en restauracions i embelliments, sempre en línia amb les principals dinasties anteriors, beneficiant-se especialment les grans mesquites de Kerman, Siraz i Ispahan, i els santuaris de Mashad i d'Ardabil. En aquest últim, es pot citar la torre funerària del xa Ismaïl, que va poder haver estat encarregada pel mateix xa, però que probablement es va fer en els primers anys del regnat de Tahmasp, encara que no s'esmenti cap data. Està situada just al costat de la torre funerària del fundador de la dinastia i, a conseqüència d'aquesta proximitat, té un diàmetre relativament petit. Sembla una mica aclaparada pel monument proper. Desproporcionadament alta, té tres petites cúpules superposades, i juga amb una decoració de ceràmica dividida en nombrosos registres per evitar la monotonia. El color groc de la ceràmica decorativa és, però, un element completament nou. També s'atribueix a Tahmasp el Jannat Sara (Casa del Paradís) d'Ardabil, un edifici octogonal amb dependències adjacents i jardins molt degradats al segle xviii. Situat al nord-est de la tomba, dataria, segons Morton, dels anys 1536-1540. El seu principal ús encara és debat, ja que s'esmenta com una mesquita en fonts europees, però no en les de Pèrsia, el que planteja si seria planejat per albergar la tomba del propi Tahmasp, encara que en realitat després va ser enterrat a Mashad.
Es deu també a Tahmasp un palau a Tabriz, la capital fins al 1555, del qual no hi ha cap reste excepte una descripció del viatger italià Michele Membre, que va visitar Tabriz el 1539, i segons el qual, consistia en un jardí envoltat de parets de pedra i terra amb dues portes d'un gran meydān a llevant i una nova mesquita.

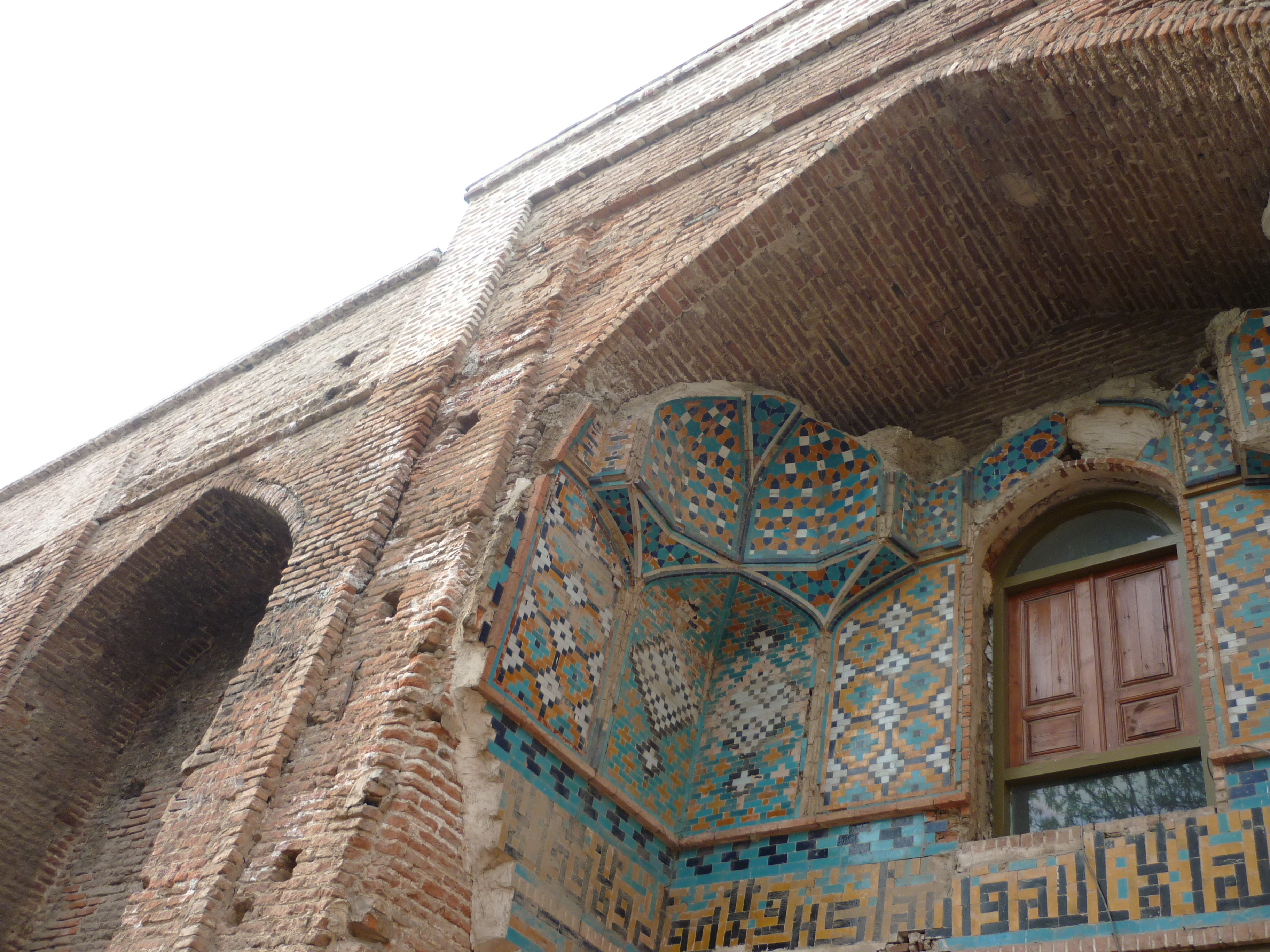
Amol

Al final del regnat, Tahmasp va organitzar els jardins de Sādatabad que, com tots els jardins perses, està dividit en quatre per dos senders perpendiculars i vorejat per un canal, una disposició que es troba especialment en les catifes-jardí del mateix període. Té banys, quatre mercats coberts i tres pavellons d'esbarjo: el Gombad-i Muhabbat, l'Iwan-i Bāgh i el Chehel Sutun. El nom d'aquest últim, construït el 1556, significa «palau de quaranta columnes», nom que s'explica per la presència de vint columnes reflectides sobre un estany. En la tradició persa, el nombre quaranta s'utilitza sovint per significar una gran quantitat. Aquest petit edifici d'una única planta servia com a lloc d'audiència, de celebració de banquets o per a fins més privats. Estava decorat amb panells pintats d'escenes literàries perses, com la història de Farhad i Shirin, així com escenes de caça, de celebracions, festes o polo. Les bandes florals envoltaven aquests panells realitzats a partir de models del propi xa, pintor en el seu temps lliure, o fins i tot de Muzaffar Ali o de Muhammadi, a l'època emprats del taller-biblioteca —ketab khaneh— reial.
A la ciutat de Na'in, la casa del governador, construïda sobre una planta de quatre iwans, presenta una elaborada decoració sens dubte d'entre 1565 i 1575 seguint una rara tècnica molt sofisticada: sobre una capa de pintura vermella, l'artista va disposar una capa de pintura blanca, després raspada per revelar els motius amb siluetes de color vermell que recorden l'art del llibre i de les teles. Es troben lluites d'animals, prínceps en el tron, escenes literàries (Khosrow i Shirin, Yusuf i Zouleykha), un partit de polo, escenes de caça, etc. Es nota que les siluetes es corben i que el taj, el característic pentinat dels safàvides al principi de l'imperi, ja ha desaparegut segons la moda de l'època. En els marcs el·líptics estan cal·ligrafiats quartets del poeta Hàfidh.

### Sota Abbas

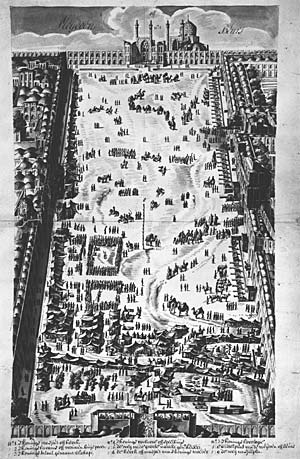
Dibuix del meydān ('plaça'), de G. Hofsted van Essen, 1703, Biblioteca de la Universitat de Leiden

El regnat d'Abbas I el Gran marca l'explosió de l'arquitectura safàvida, amb la construcció d'una nova capital a Esfahan.

#### Esfahan
Per tercera vegada en la història dels safàvides, la capital de l'imperi sota el govern d'Abbas canvia de lloc: es va traslladar a la ciutat d'Esfahan, localitzada en una posició més centrada dins el regne que no pas Tabriz o Qazvin (situada entre ambdues). Es va establir al costat de l'antiga ciutat, organitzada al voltant d'un meydān (o maidan), una gran plaça de 512 m de longitud i 159 m d'amplada. En una banda hi ha la mesquita del Xa, en l'altre l'oratori del xa, anomenat mesquita del xeic Lotfallah, mentre que el palau d'Ali Qapu s'obre a un passeig d'esbarjo (Chahar Bāgh, o Tschahār Bāgh, 'jardí de la ciutat' o 'avinguda dels Quatre Jardins') i el Gran basar porta a l'antiga gran mesquita (o del divendres). El riu Zayandeh es troba travessat per dos ponts que condueixen al barri armeni de la Nova-Djoulfa.
Ali Qapu

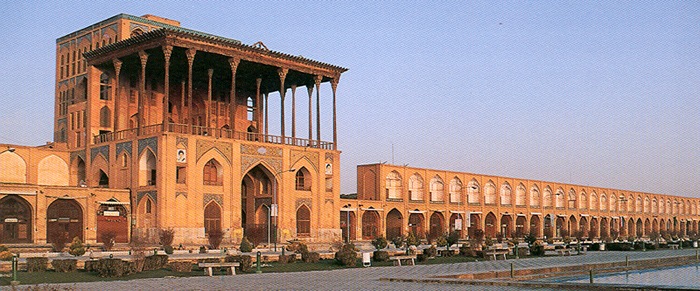
L'Ali Qapu i arcades del meydān, de principis del

El palau d'Ali Qapu és un alt edifici un costat del qual dona al meydān i l'altre al Chahar Bagh, que probablement fos construït en dues fases, segons Galieri, qui el va estudiat en detall. En ell es troben les característiques pròpies de l'arquitectura persa, com el gust per les proporcions dos terços/un terç de la part superior (talar), o fins i tot l'ús de la planta cruciforme. La decoració recorda sovint l'art del llibre llavors contemporani, amb núvols xinesos, ocells volant, arbres florits tractats amb una gamma de colors suaus. Les habitacions superiors, anomenades sales de música, estan decorades amb petits nínxols amb forma d'ampolles de coll llarg. Ali Qapu servia de porta d'accés al passadís processional per la part del darrere, però el xa també l'utilitzava per mostrar-se al públic, i veure els partits de polo i les desfilades militars que regularment se celebraven al meydān.

Qaysarieh, o gran basar

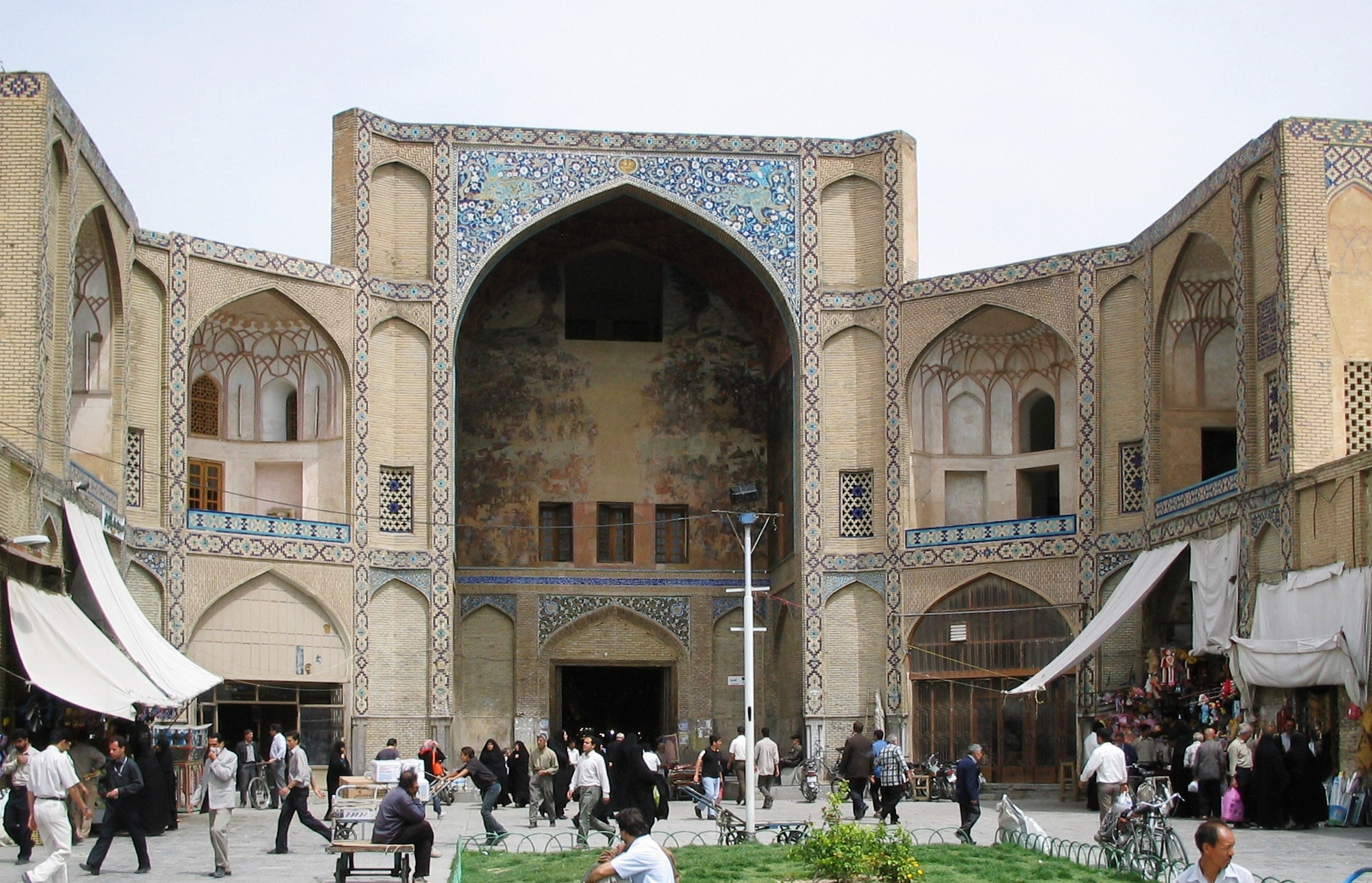
Entrada del Qaysarieh

El gran basar està connectat amb l'antic mercat per una banda i amb el meydān per l'altre. A la banda que s'obre al meydān, una alta volta d'arestes sortints tanca una estructura de diversos pisos, la part superior de la qual estava reservada per a l'orquestra del xa mentre que a sota hi havien les botigues i les habitacions, disposades segons els oficis. Una decoració de mosaics de ceràmica reflecteix l'interès que tenia el xa en l'arquitectura civil tant com en l'arquitectura religiosa o d'esbarjo.
Mesquita del xeic Lotfallah o oratori del Xa

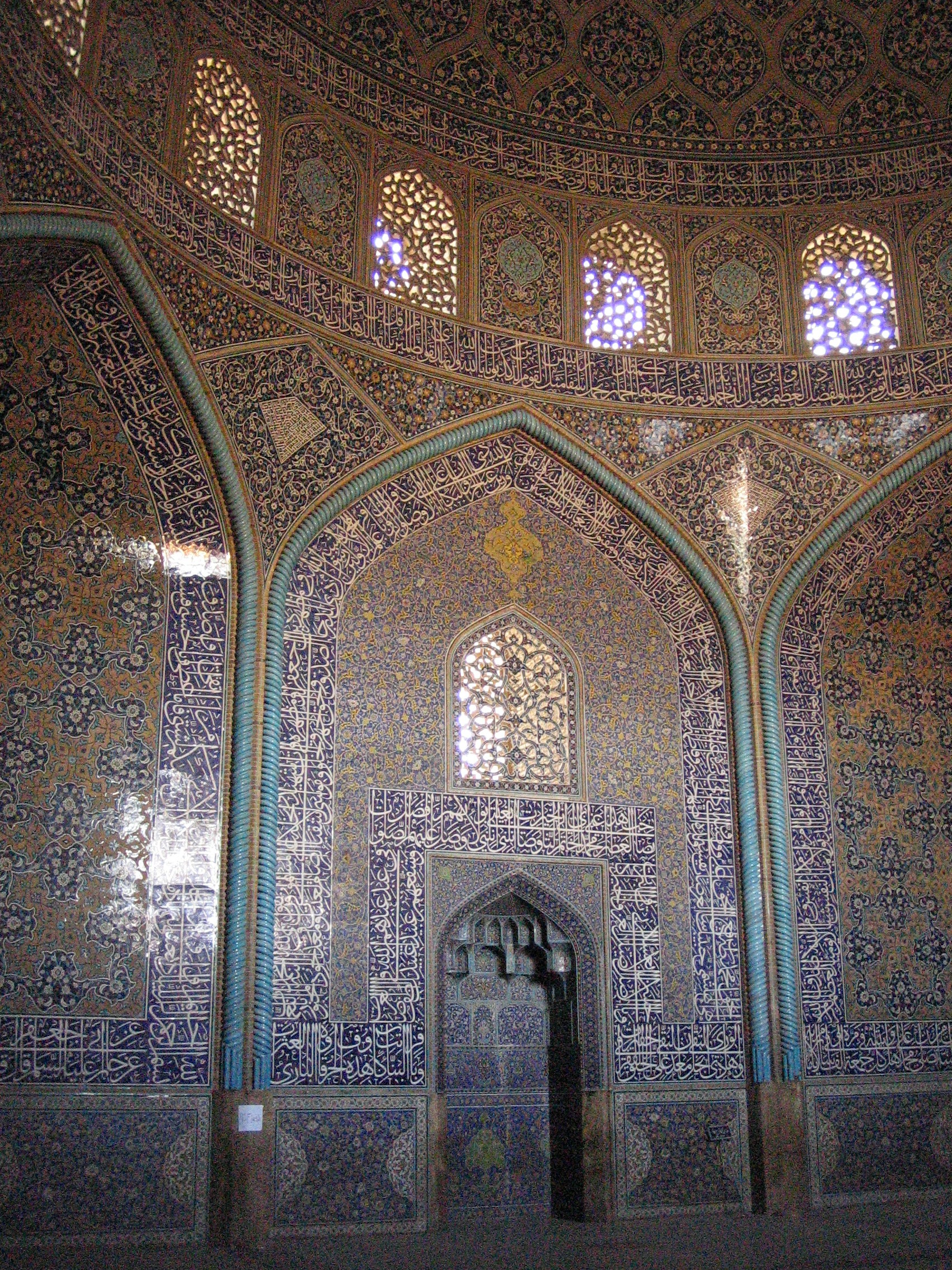
Interior de la mesquita del xeic Lotfallah, vers 1618-1618, Esfahan

Aquesta mesquita va ser la primera construïda en la nova Esfahan, abans que la gran mesquita del Xa. La seva construcció va durar més de setze anys, però dues dates, 1616 a la cúpula i 1618 en el mihrab, fan pensar que va ser acabada al voltant de l'any 1618. L'arquitecte va ser Muhammad Riza ibn Husayn, i el cal·lígraf tal vegada va poder ser el miniaturista Reza Abbasi.
La planta d'aquesta petita mesquita és força inusual, amb una entrada en xicana intencionadament fosca que condueix a una sala d'oració completament coberta per una cúpula i oberta per un gran portal. L'absència de pati és notable, com també la de minaret, comprensible ja que només era usada com oratori privat del sobirà.
La decoració es va realitzar amb panells de marbre groc els superiors, amb nínxols en els costats amb riques estalactites i un recobriment ceràmic. La paleta de la cúpula exterior és molt singular, dominada pel color terra.
Mesquita del Xa

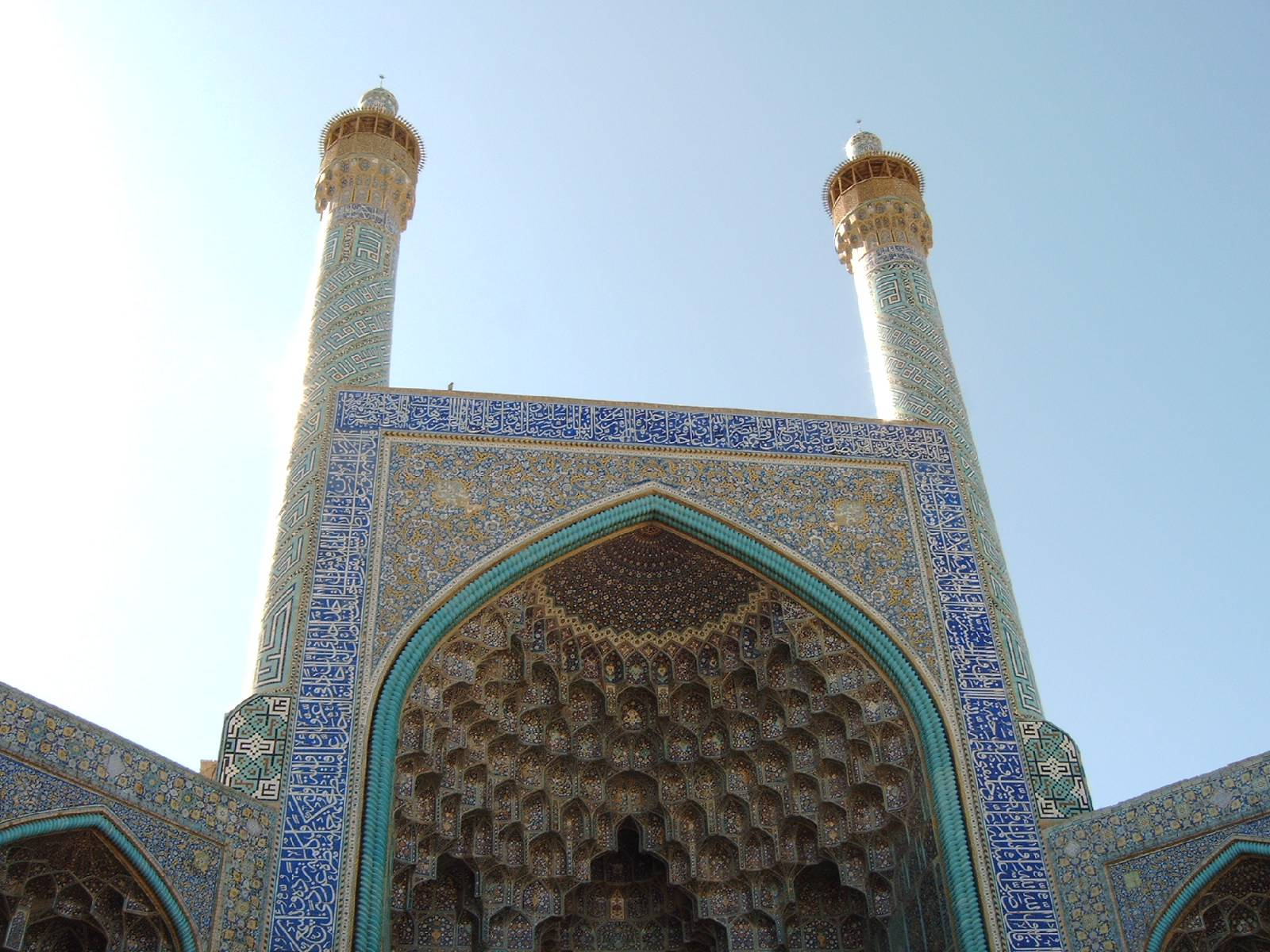
Entrada de la mesquita del Xa

La mesquita del Xa va ser construïda entre els anys 1612 i 1630 sota la direcció dels arquitectes Muhibb al-Din Ali Kula i Ustad Ali Akbar Isfahani. Les seves dimensions són colossals: 140 m per 130 m, una àrea de 18.000 m². La planta, però, és molt més ortodoxa que la de la mesquita del xeic Lotfallah: es tracta d'una mesquita estrictament simètrica, amb quatre iwans i dues cúpules, amb minarets davant de la sala d'oració. En ambdós costats de l'edifici es troben dues madrasses.
El pla de l'edifici, com la seva decoració, mostra una gran coherència. Els revestiments ceràmics recobreixen tota la superfície dels murs, però la part posterior dels iwans és sovint negligida a favor de la façana. El color dominant és el blau, que gairebé forma una «capa blava» i dona unitat al conjunt. Es poden establir comparacions amb l'art del llibre.
Pont Allahverdi-khan

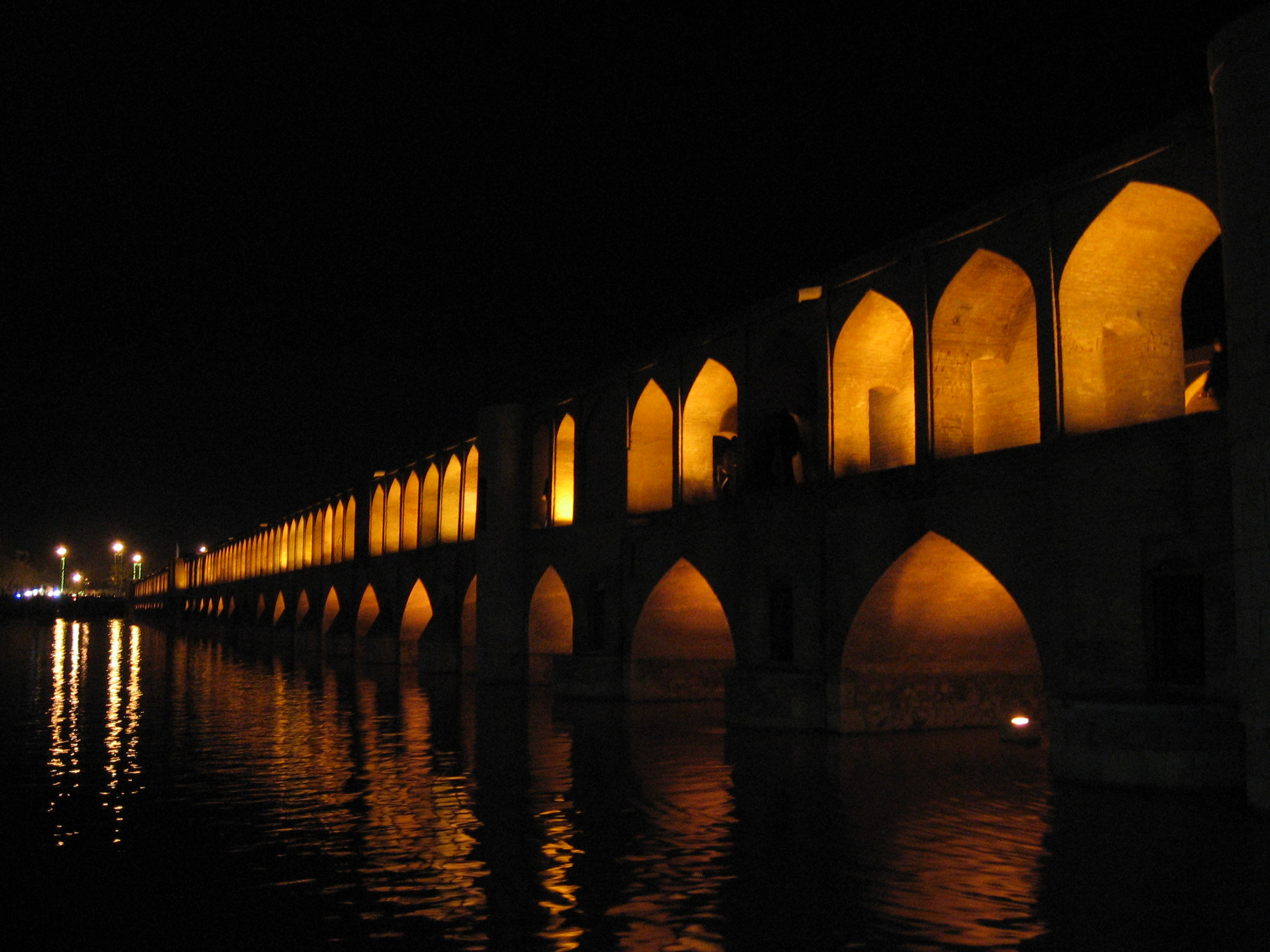
Pont Allaverdikhan de nuit

Podent-se datar en 1608, aquest pont va ser erigit per ordre del primer ministre georgià del xa Abbas, i es troba com a continuïtat del passeig Chāhār Bāgh. Amb les seus arcades, en els costats i a la base, ofereix la possibilitat de passejar a diversos nivells, depenent de l'altura de l'aigua. Servia com a lloc de pas sobre el riu, tot i que també feia la funció de presa per regular el cabal. En travessar-lo, l'aigua dona lloc a un gran efecte de font gràcies als graons. Al seu costat hi ha un talar anomenat el quiosc dels miralls, des d'on el governant podia observar el riu.

### Sota Abbas II
El Chehel Sotoun

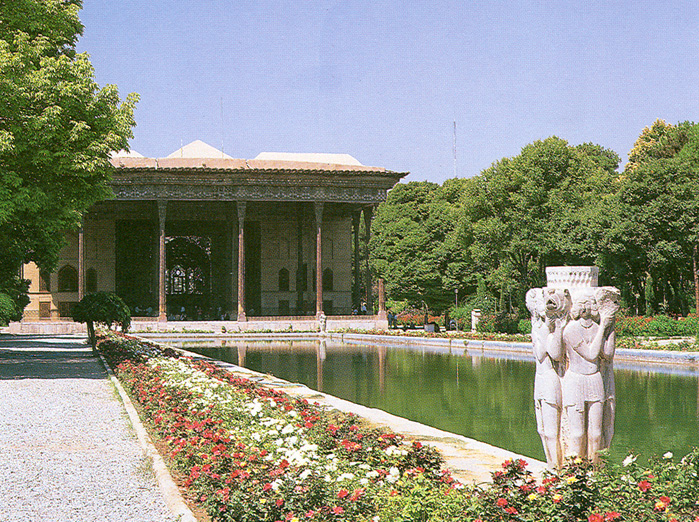
El Chehel Sotoun, 1647-48?, Ispahan

Aquest edifici, la datació del qual encara es troba en discussió, va ser construït probablement durant el regnat del xa Abbas II i va ser redecorat en la dècada de 1870. D'acord amb un poema inscrit a l'edifici i un altre de Muhammad Ali Sahib Tabrizi, fou construït el 1647- 1648 i, encara que alguns estudiosos creuen que s'hauria construït en diverses etapes, la majoria s'inclinen en pensar que ho fou d'un sol cop.
És un edifici de planta rectangular, amb columnes que es reflecteixen en els estanys (Chehel sotoun significa «quaranta columnes» en persa).

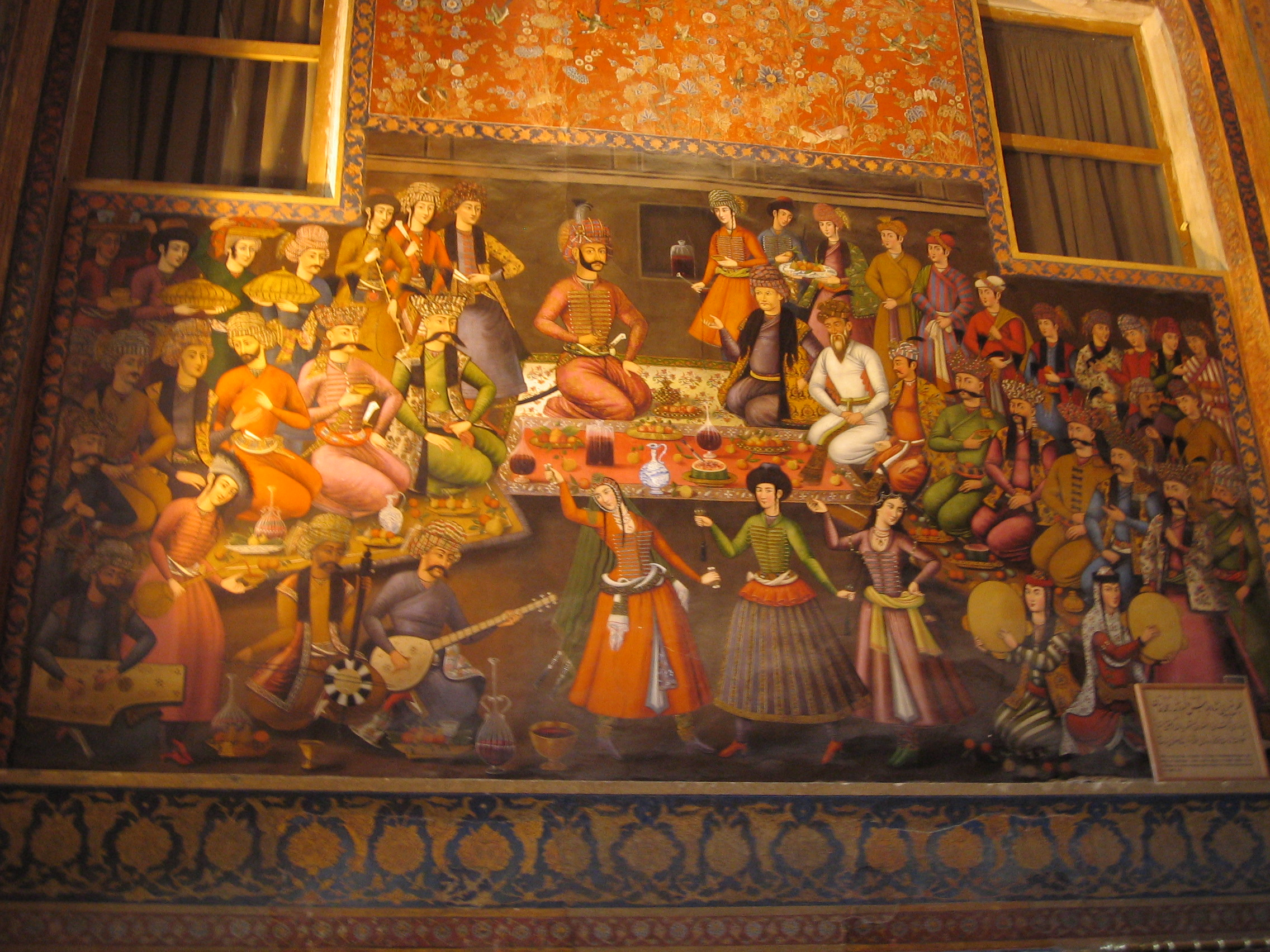
Fresc del Chehel Sotoun: El xa Abbas I rebent a Vali Nadr Muhammad Khan

El Chehel Sotoun està decorat amb grans pintures històriques, exaltant la magnanimitat o el valor guerrer dels diversos grans governants de la dinastia: escena de la batalla amb el xa Ismaïl, el sultà mogol Humayun rebut pel xa Tahmasp, després el Vali Nadr Muhammad Khan, sobirà de Bukhara entre 1605 i 1608, rebut pel xa Abbas i, finalment, una evocació de la presa de Kandahar pel xa Abbas II; que ha de ser més tardana, ja que la ciutat no va caure fins al 1649. A sales secundàries també es troben nombroses escenes romàntiques i de personatges en peu. S'observen en la decoració influències occidentals (obertura sobre un paisatge, similituds amb el barri armeni) i de l'Índia.
El pont Khwaju
És el segon pont més gran d'Esfahan, construït cinquanta anys després del Pol-e Allahverdikhan, amb una estructura idèntica i lleugerament complexa, amb espigons en forma de ventall, que permeten efectes d'aigua més espectaculars.

### La fi del període

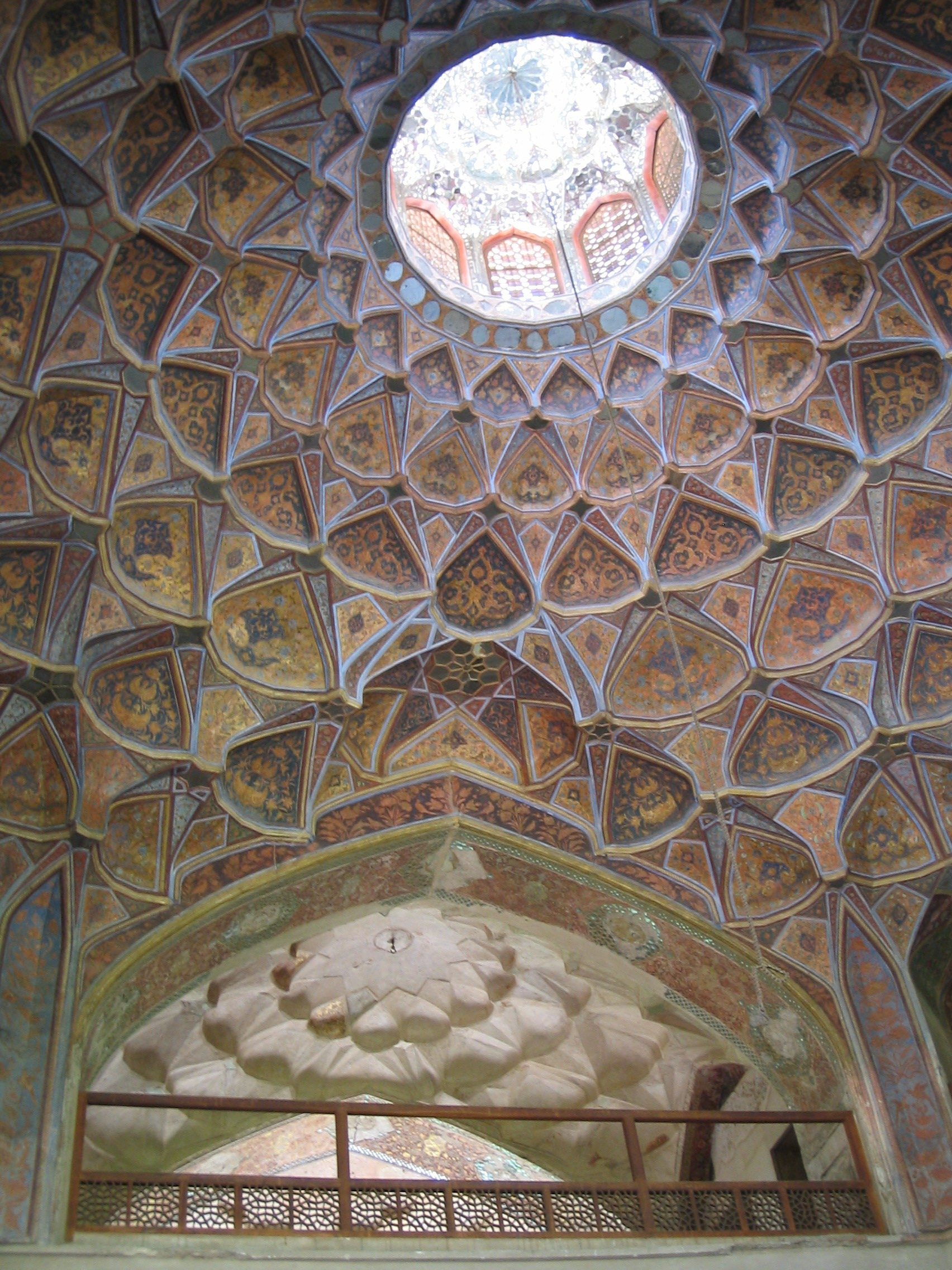
Sostre del Hasht Behesht, Esfahan

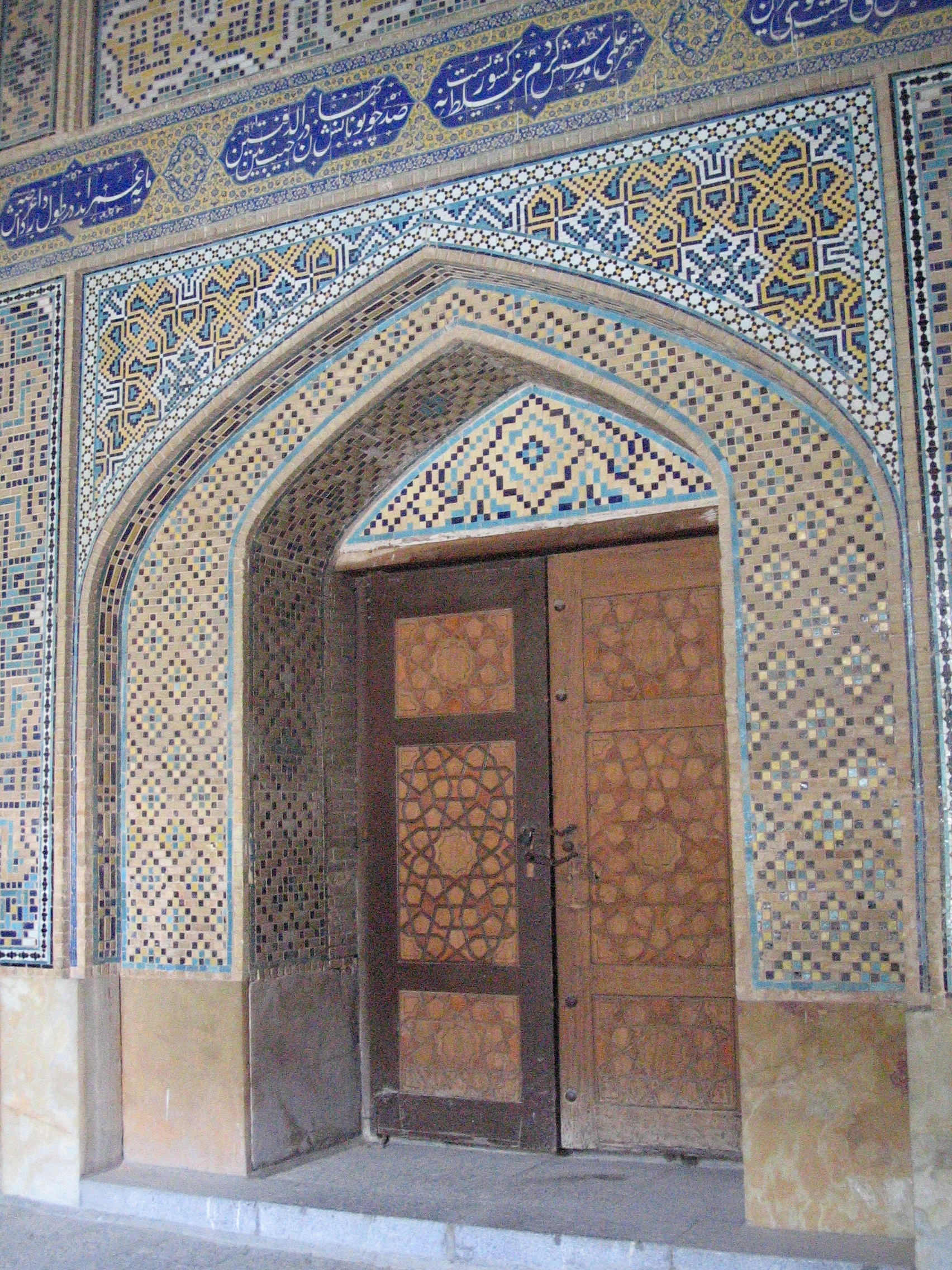
Porta de la madrassa Mādar-e Shah

Es poden esmentar dos edificis d'Esfahan que daten de l'era safàvida tardana. El Hasht Behesht (els vuit paradisos), un pavelló amb vuit petites entitats disposades al voltant d'una gran sala sota una cúpula amb quatre iwans. Les petites voltes coronen les sales secundàries, decorades amb miralls que fan les superfícies mòbils. En la decoració exterior, en ceràmica, destaca l'ús extensiu del color groc. Aquest edifici data de l'any 1671.
La madrassa Madar-i Shah, o madrassa de la mare del Xa, està datada entre 1706-1714. No proporciona cap novetat arquitectònica, i com a tal, evoca l'estancament relatiu de l'arquitectura en aquest període: presenta una planta amb quatre iwans i una cúpula que recorda a la de la mesquita del Xa, i que constitueixen la major part dels seus elements arquitectònics. La decoració, molt geomètrica, és una mica diferent de les decoracions del segle xvii, amb una paleta dominada pel groc, el verd i l'or, i una xarxa vegetal més densa que a la mesquita del Xa.

## Art mobiliari

### Ceràmica

#### Governs dels xas Ismaïl I i Tahmasp

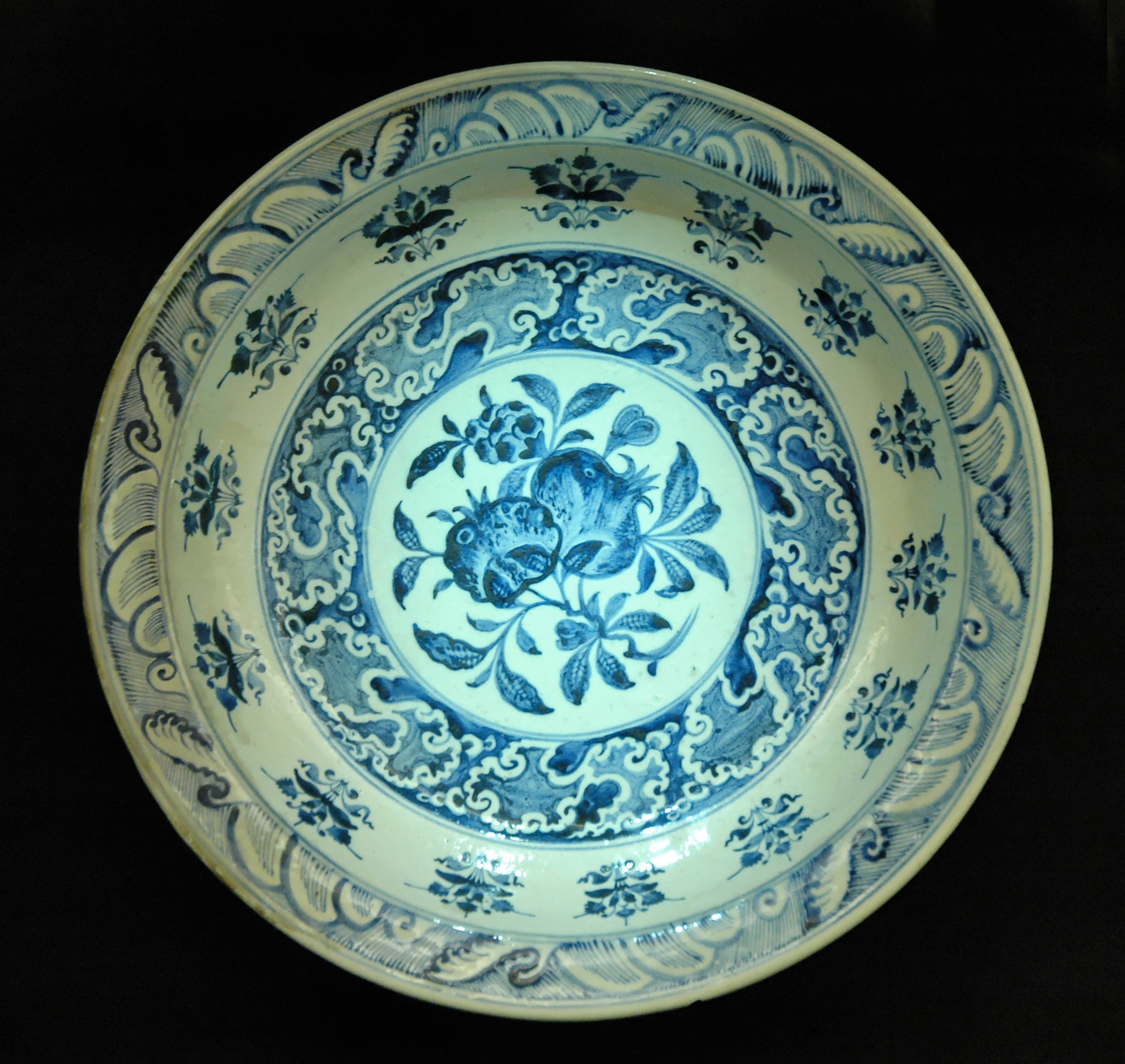
Plat amb dues magranes, v. 1500, Museu del Louvre

L'estudi i la datació de ceràmica en els governs d'Ismaïl I i de Tahmasp I són difícils perquè hi ha poques peces datades o que esmentin un lloc de producció. Se sap també que les persones més poderoses preferien de lluny la porcellana xinesa a la producció de la ceràmica local. S'han pogut així i identificar diverses ubicacions dels tallers, encara que sense certesa:
- Nixapur
- Kubachi (per la ceràmica arquitectural)
- Kerman (peces modelades monocromes)
- Mashad
- Yazd (esmentada sobre un aiguamans del British Museum)
- Siraz (citada per Chardin)
- Bordarbas
- Gambrun
- Na'in

Els cinc primers semblen més segurs que els quatre últims, en haver estat citats a les fonts, però cap és absolutament cert.
En general, les decoracions tendeixen a imitar les de la porcellana xinesa, amb la producció de peces blaves i blanques amb forma i motius axinats (vora contornejada, matisos tchi, dracs, etc.). No obstant això, el blau persa difereix del blau de la Xina per les seves tonalitats més nombroses i subtils. Sovint, quartets poètics perses, de vegades en relació amb el destí de la peça (al·lusió al vi per a una copa, per exemple) es duen a terme en els cartutxos. També destaca un altre tipus de decoració, molt més rara, que té iconografies molt específiques de l'islam (zodíac islàmic, escales, arabescos) i sembla influenciada pel món otomà, com evidencien les palmetes afilades, anomenades palmetes Rumies, àmpliament utilitzades a Turquia.

#### Entre el govern del xa Abbas el Gran i la fi de l'imperi

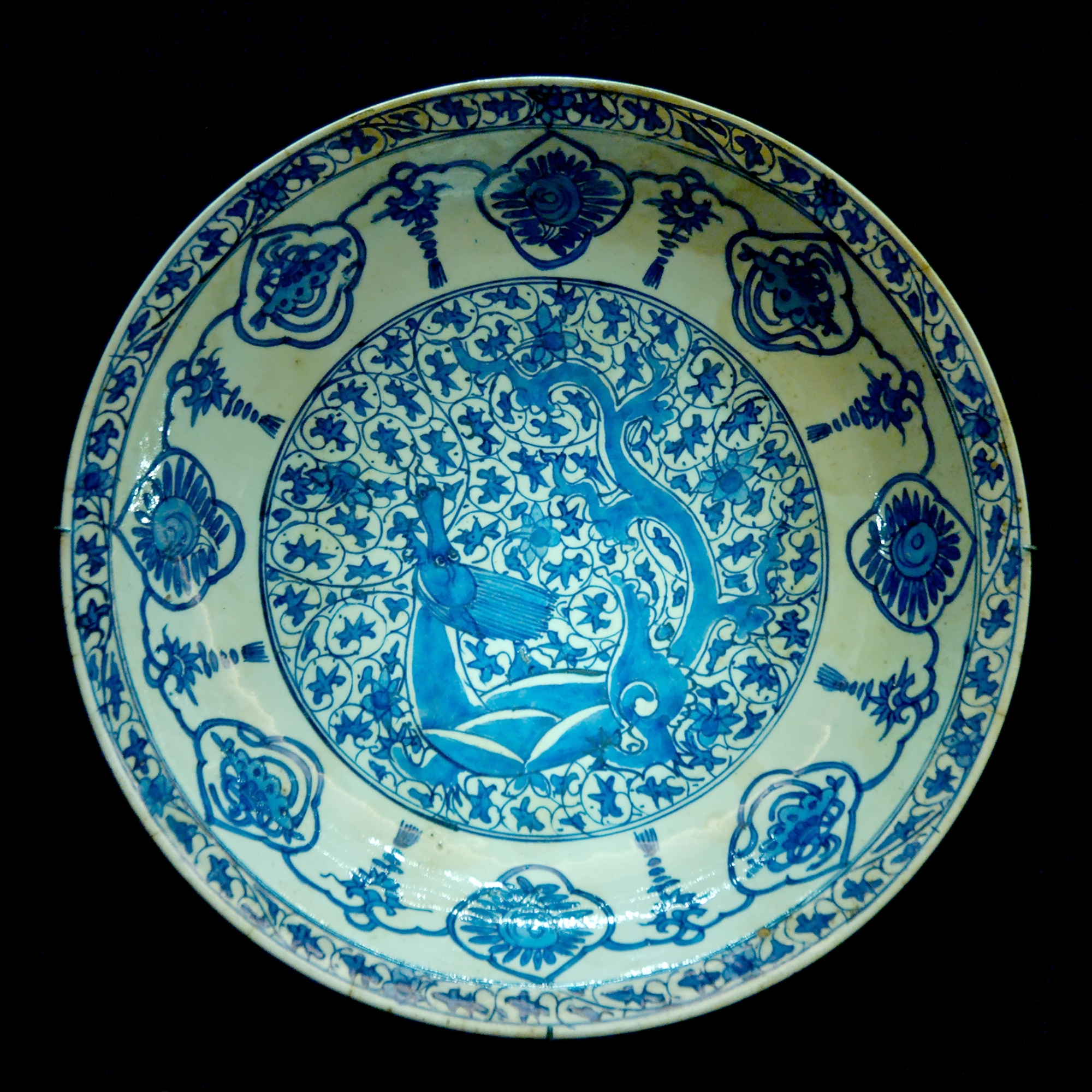
Plat del drac,, museu del Louvre

Segons la ceràmica petrogràfica, podem distingir quatre grups, cadascun relacionat amb un lloc de producció:
- Lias
- Mashad
- Tabriz (centre que segueix sent hipotètic, potser un taller suscitat pel patrocini reial)
- Un centre no identificat, que produeix blaus i blancs imitant la ceràmica Wanli (kraak porselein)

Amb el tancament del mercat xinès el 1659, la ceràmica persa es va revitalitzar per satisfer les necessitats europees. L'aparició de falses marques de tallers xinesos al dors de certes ceràmiques marca el gust que després es va desenvolupar a Europa per a les porcellanes de l'Extrem Orient, en gran part satisfeta per produccions safàvides. Aquest nou destí porta l'ús encara més gran d'una iconografia xinesa i exòtica (elefants) i l'arribada de noves formes, de vegades sorprenents (ghelyan, plats octogonals, objectes zoomorfs). Alhora, apareixen noves figures, influenciades per l'art del llibre: elegants joves sommeliers, dones joves de silueta corba o xiprers que entrellacen les seves branques, que recorden les pintures de Reza Abbasi. S'observa l'ús de bonics grocs, i de la tècnica de lluentor encara present en algunes peces dels segles xvii i xviii..

#### Un cas a part: la ceràmica de Kubacha

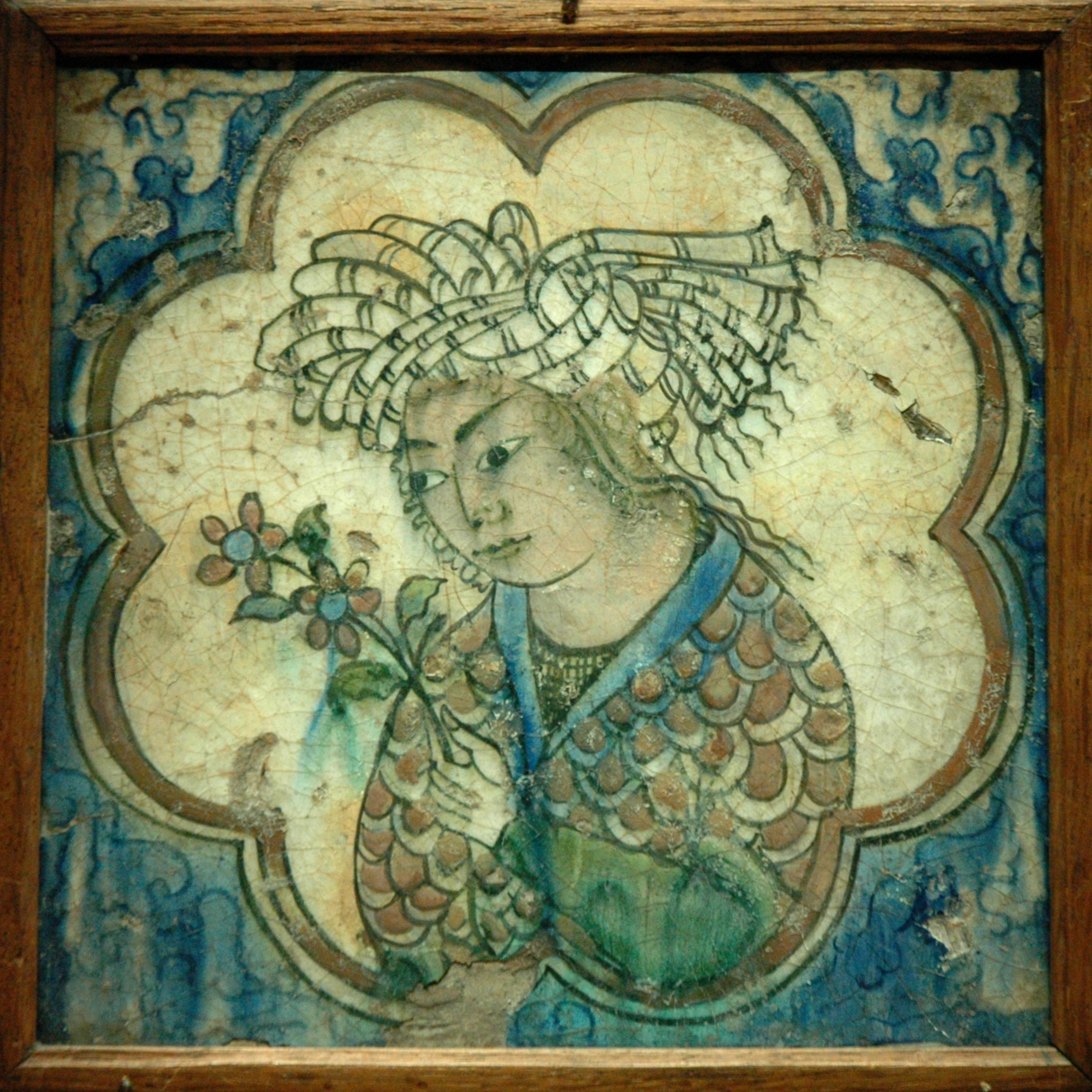
Ceràmica de Kubacha: Rajola amb un jove, Kubatcha,

El descobriment a Kubacha de ceràmiques penjades dels murs de les cases d'un estil molt homogeni van portar ràpidament als historiadors d'art a pensar que hi havia un centre de producció a la ciutat. No obstant això, aquesta interpretació va ser contestada per Arthur Lane i molts altres després d'ell, i ara sembla errònia. Aquesta sèrie es va produir al llarg de tres segles, durant els quals va evolucionar molt, però conservant sempre un forat en les bases destinat a la suspensió d'aquestes peces. Esquemàticament, es poden distingir tres períodes:
- al segle xv, un bicromia entre vidriat verd i motius pintats en negre;
- al segle xvi, una bicromia entre vidriat turquesa i motius sempre negres;
- al segle xviii, peces policromades (cobalt, vermell fosc, groc ataronjat), amb influències de l'art del llibre, otomanes i índies.

La sèrie de Kubacha segueix sent molt misteriosa, i s'han proposat molts centres de producció sense que cap estigui realment acreditat .

### L'art del metall

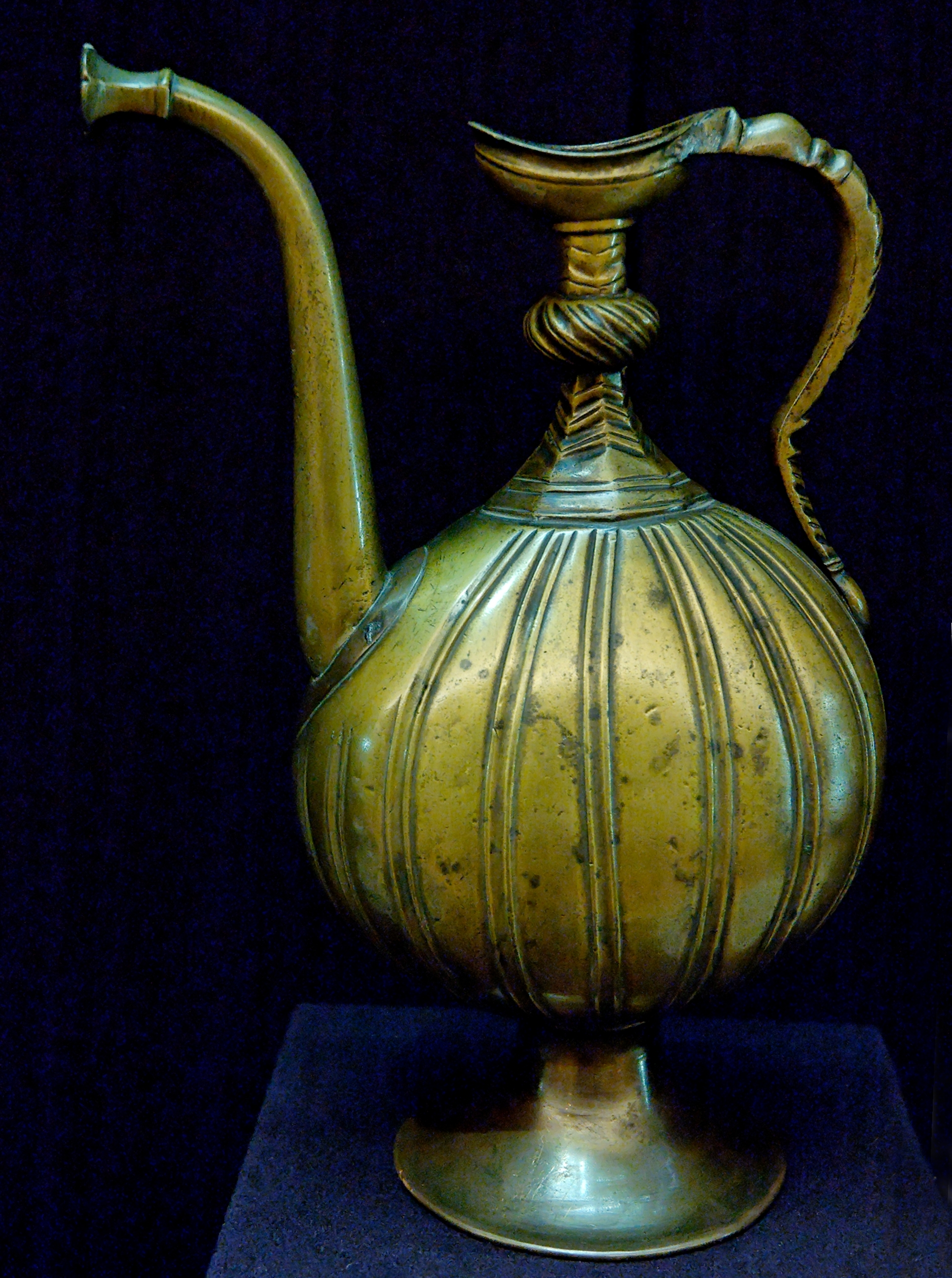
Gerro. Bronze fos, Iran,. Museu del Louvre

L'art del metall va patir un declivi progressiu durant la dinastia dels safàvides i continua sent difícil d'estudiar, especialment a causa de la petita quantitat de peces datades.
Sota el govern d'Ismaïl I, hi ha una perpetuació de les formes i de les decoracions d'incrustació timúrides: es troben incrustacions amb motius de mandorles, de shamsa (sols) i els núvols tchi en mausoleus o gerres de forma globular que recorden a la d'Ulugh Beg en jade. Durant el govern de Tahmasp, les incrustacions van desaparèixer, com evidencien un grup de canelobres en forma de pilar. Per contra, destaca l'aparició de pastes acolorides (vermells, negres, verds) per reemplaçar a la policromia de les anteriors incrustacions d'argent i or. També destaca l'inici del treball de l'acer, especialment en calats, per fer elements de xapat de portes i estendards.

### Pedreria
Es coneixen diversos objectes de pedreria, en general datables al segle xvi. Existeix també una sèrie de gerros de panxa globular, muntats sobre una petita base anular i amb un coll ample i curt, d'ells dos (un en jade negre amb incrustacions d'or, l'altre en jade blanc) estan inscrits amb el nom d'Ismaïl I. La nansa té la forma d'un drac, el que revela una influència xinesa, però aquest tipus de gerro ve directament del període anterior: el prototip és el gerro d'Ulugh Beg. També es coneixen copes i mànecs de ganivets de jade, sovint amb incrustacions de fils d'or gravats. La pedreria també es va utilitzar per crear caboixons per incorporar-los en objectes de metall, com per exemple en la gran ampolla de zinc incrustada d'or, de robins i turqueses que data del regnat d'Ismaïl i que es conserva al museu de Topkapi a Istanbul.

### Catifes

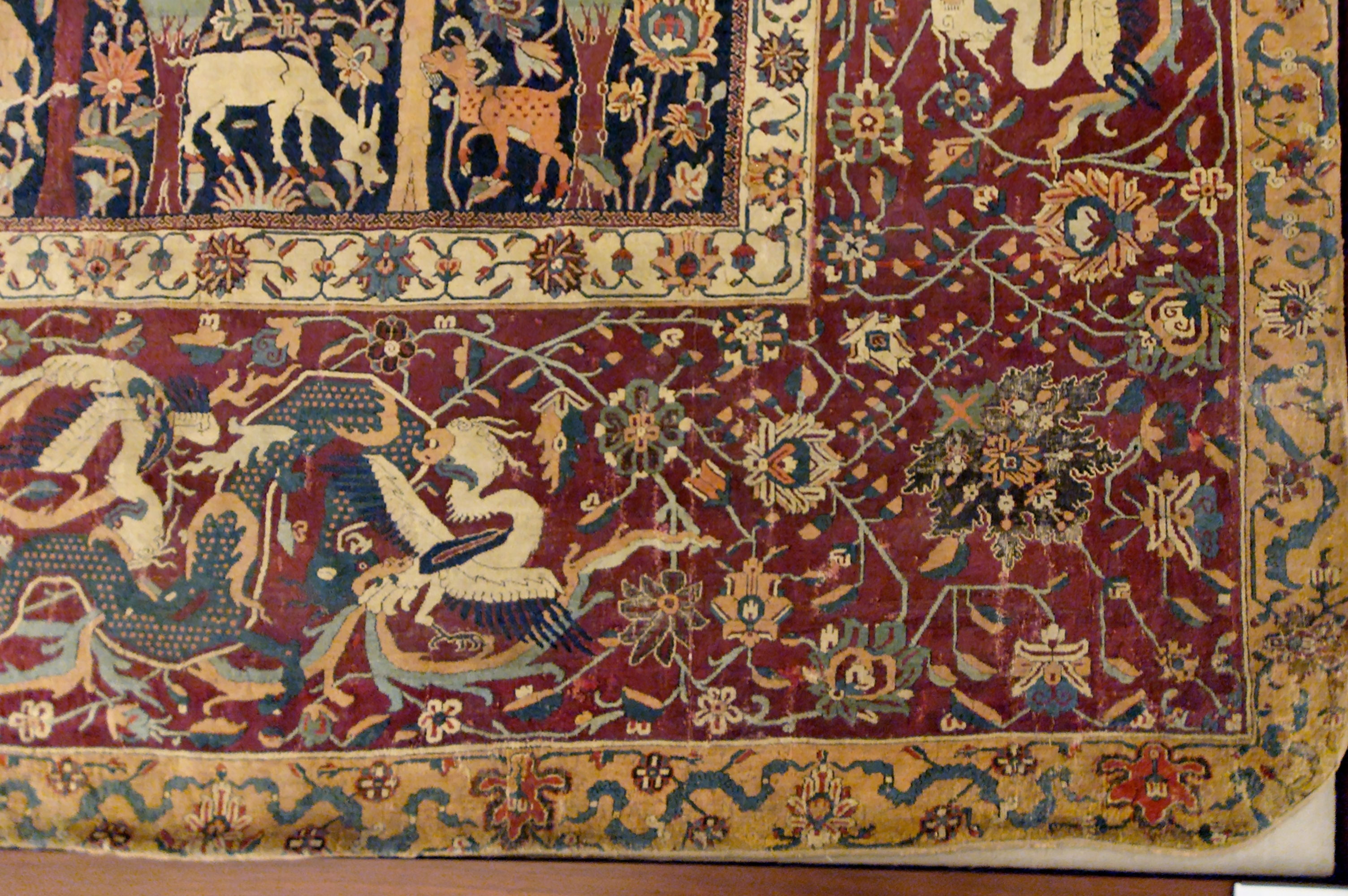
Detall d'una cantonada de la catifa de Mantes, conservada al museu del Louvre

De l'època safàvida s'han conservat nombroses catifes perses (entre 1500 i 2000), però la seva datació exacta i el establir el seu origen és molt difícil. Les inscripcions són una indicació valuosa per determinar els artesans, els llocs de fabricació, els patrocinadors, etc. D'altra banda, una vegada que s'ha fabricat una catifa i s'ha mantingut en un sol lloc, es poden identificar altres peces relacionades amb ella.
S'accepta en general entre els experts que varen ser els safàvides qui van fer passar la catifa de ser una producció artesanal assegurada per les tribus nòmades a l'estatus de «indústria nacional», els productes van ser exportats a l'Índia, a l'Imperi Otomà i Europa. La exportació de catifes va florir en el període safàvida cap a Europa (de vegades a través de la colònia portuguesa de Goa) i per a l'imperi mogol, on les catifes perses van estimular la producció local. Algunes catifa safàvides també varen ser transportades per la Companyia Holandesa de les Índies Orientals cap a Batavia, Ceilan, Malàisia, Cochin i a la mateixa Holanda. Les comandes europees passaven a Pèrsia pel teixit de catifes especials: per exemple, el grup de «catifes poloneses» han estat sens dubte nuades a Esfahan, però algunes porten les armes de Polònia.
Sobre la base dels relats de viatgers i altres fonts textuals, sembla que existien tallers de catifes reals a Ispahan, Kashan i Kerman. Aquests tallers produïen catifes per als palaus i mesquites del Xa, però també per ser oferides als monarques veïns, als dignataris estrangers, o fins i tot per fer peces per encàrrec de la noblesa o d'altres ciutadans. El patrocinador dipositava a continuació capital en forma de matèries primeres i del dipòsit del salari dels artesans durant la durada de la nuada.
El ràpid desenvolupament de la indústria de les catifes a Pèrsia durant l'època safàvida sembla que es deu al gust dels governants per aquesta artesania. Ismaïl I, i després Tahmasp i Abbas, són reconeguts per haver estat personalment interessats en la producció de catifes. Fins i tot se suposa que els dos últims sobirans es van involucrar personalment en la seva producció, especialment en el disseny dels motius. Durant el seu regnat, la producció de catifes perses va ser la més importants de tota l'era dels safàvides. Va ser en aquesta època i especialment en la del xa Tahmasp (1523-1576) quan es van crear les primeres catifes amb decoracions florals, per satisfer els gustos dels safàvides. La diferència entre les catifes dels nòmades i les catifes florejades es deu al paper del «mestre» (ostad). Ell era el que dibuixava el cartró que seria reproduït pels teixidors. Els dibuixos de catifes dels nòmades eren transmesos per la tradició.
La fabricació de catifes estava subjecta a la tutela del taller reial de l'art del llibre, que proporcionava els models. Així, comparant-los amb les enquadernacions i els manuscrits il·luminats, és com els especialistes han pogut determinar una evolució estilística. La majoria de catifes realitzades el segle xvi, és a dir, principalment durant els regnats d'Ismaïl i de Tahmasp, s'anomenen «medalló», ja que s'organitzen al voltant d'un gran medalló central lobulat, anomenat de vegades Shamsa, és a dir, el sol, i els carcanyols porten cadascun un quart de medalló que recorda molt al central. Les catifes d'aquest tipus més famoses són el parell de les anomenades catifes Ardebil, una de les quals, conservada al museu Victòria i Albert, està datada el 946 AH, és a dir, el 1539-1540 de l'era cristiana, i signada «el treball de l'humil servidor de la cort Mahmud Kashani.».
A partir de finals del segle xvi, amb l'adveniment del xa Abbas, el medalló tendeix a desaparèixer, mentre que els carcanyols ja es van eliminar en la segona meitat del segle xvi, com evidencia la catifa de Mantes. Va ser l'època de les «catifes-gerros» que, com el seu nom indica, presenten un gerro d'on brolla una composició floral. El jardí, que s'associa amb el paradis, també dona lloc a un tipus de composició que apareix al segle xvii a Pèrsia per tal d'imitar els jardins del Xa, dividits en parcel·les rectangulars o quadrades per camins i canals de reg (chahar bāgh).
També es poden trobar catifes de temes cinegètics: la caça és una activitat exercida pels xa, que requeria destresa, força i coneixement de la natura. Aquest tema també es relaciona amb el paradís i amb les activitats espirituals, ja que la caça sovint es desenvolupa en una naturalesa que pot recordar als jardins del paradís. Una de les millors és, sens dubte, la catifa probablement tabrizina ara al museu Poldi Pezzoli de Milà i datada el 1542-1543. La catifa de Mantes, que data de la segona meitat del segle xvi i es conserva al Louvre, és també un exemplar d'aquest tipus.
La ciutat de Kaixan es distingeix per una producció bastant peculiar de catifes relativament petites, de seda amb fons vermell o blau on lluiten animals fantàstics hereus del bestiari xinès (kilins, dracs, fènix). Com en les grans catifes del segle xvi, presenten un medalló (catifa de la Fundació Gulbenkian), que desapareix al segle següent. El museu del Louvre i el museu Metropolità conserven cadascun un exemplar.

## L'art del llibre

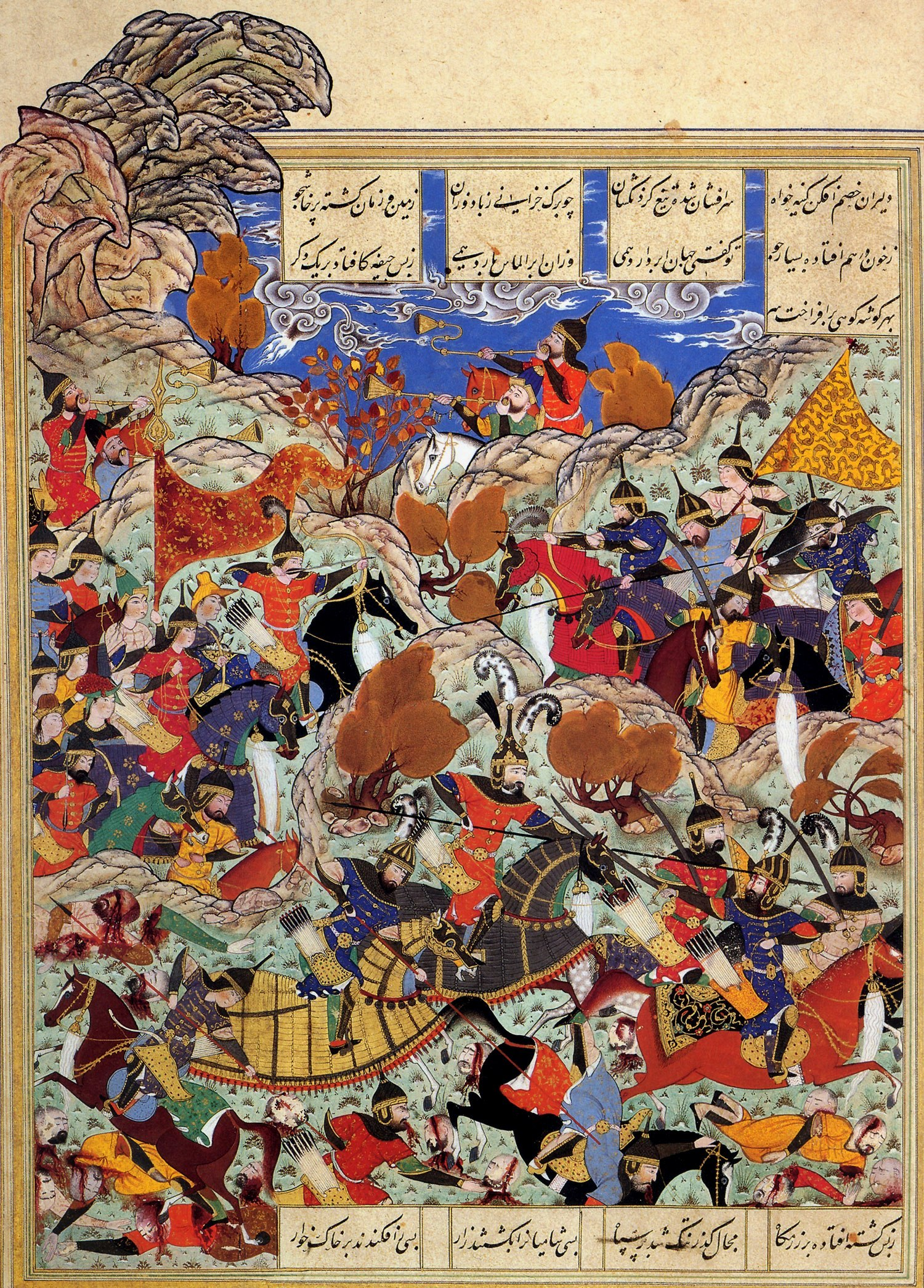
Escena de batalla entre Timur i el rei egipci, de Bihzad (1515). Miniatura conservada al Palau de Golestan, a Teheran

Sota el regnat dels safàvides, l'art del llibre va ser el motor essencial de les arts. El ketab khaneh, taller-biblioteca reial, proporcionava la major part dels models de patrons pels objectes: catifes, ceràmica i objectes de metall. Es copiaven diversos tipus de llibres, il·luminats, enquadernats i de vegades il·lustrats: llibres religiosos alcorans, però també els comentaris de les obres de text i teològiques sagrades, llibres de literatura persa com El Llibre dels Reis, les obres de Nizami Gandjawi o el Jami at-Tawàrikh de Raixid-ad-Din, entre d'altres, enciclopèdies i tractats científics sufís. S'utilitzava paper, invent xinès que va arribar molt aviat a l'Iran (segle viii), amb una utilització, sovint, de papers acolorits. Cap el 1540 aparegué també un paper marmolat, encara que fou poc emprat.
Les enquadernacions es feien en marroquineria tenyida i de molt bona qualitat, i podien daurar-se i estampar-se amb motius geomètrics, florals, figuratius o fins i tot ressaltats en blau. A la segona meitat del segle xvi, es va començar a calar el cuir per revelar sota els fulls de paper o de seda acolorits. En la mateixa època, a Siraz, va aparèixer l'enquadernació lacada, rara i molt valorada a l'Iran. La decoració dels marges es feia de diferents maneres: a vegades eren insercions, és a dir,inserits en un paper diferent (tradició que apareix al segle xv), sorrejats d'or, segons els costums xinesos, o pintats en colors o d'or. Els estils de les il·lustracions variaven molt d'un manuscrit a un altre, segons els períodes i els centres de producció.

### 1501-1550: el llegat

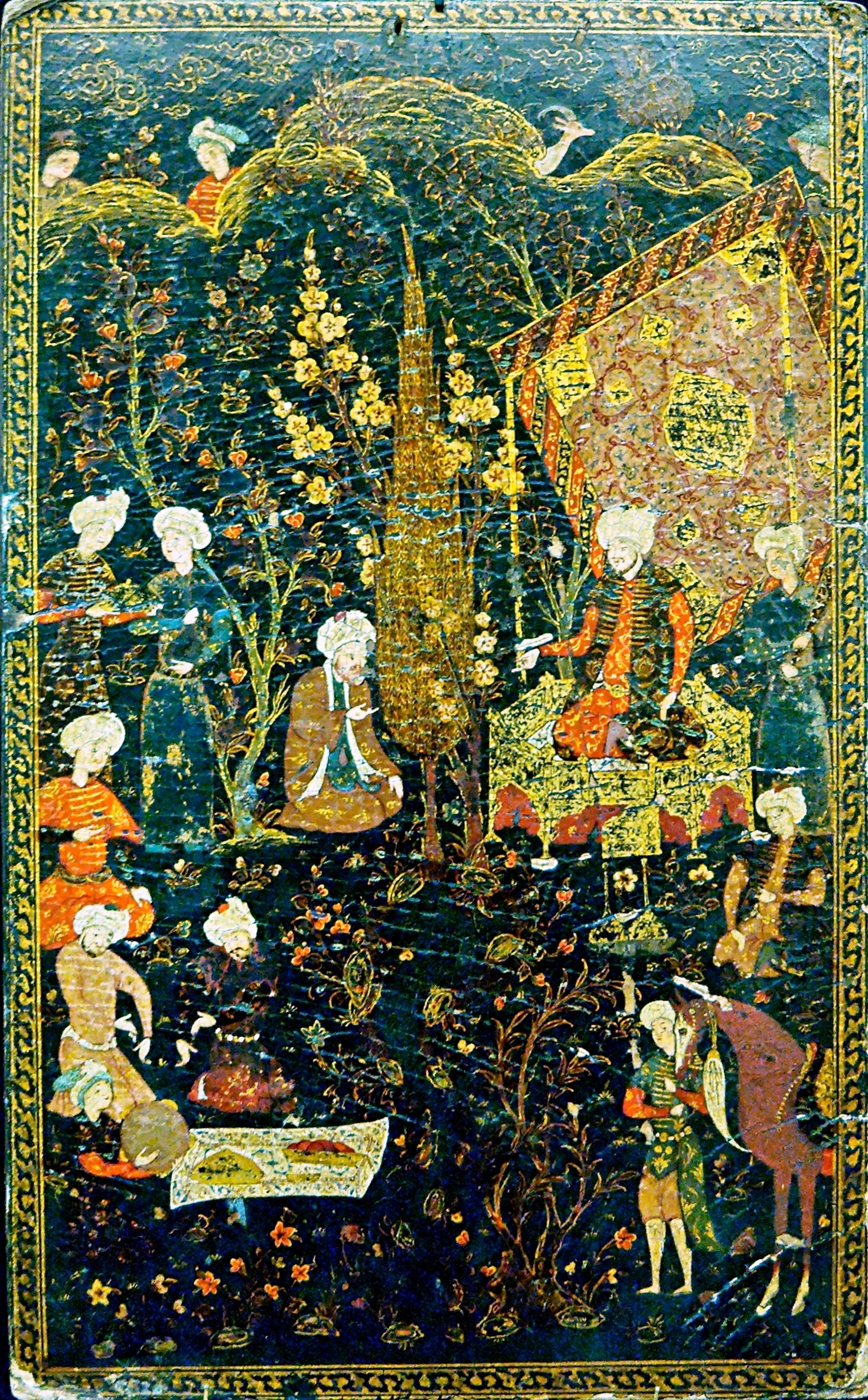
Enquadernació en paper maixé lacat: L'escena de divertiment principesc,, museu del Louvre

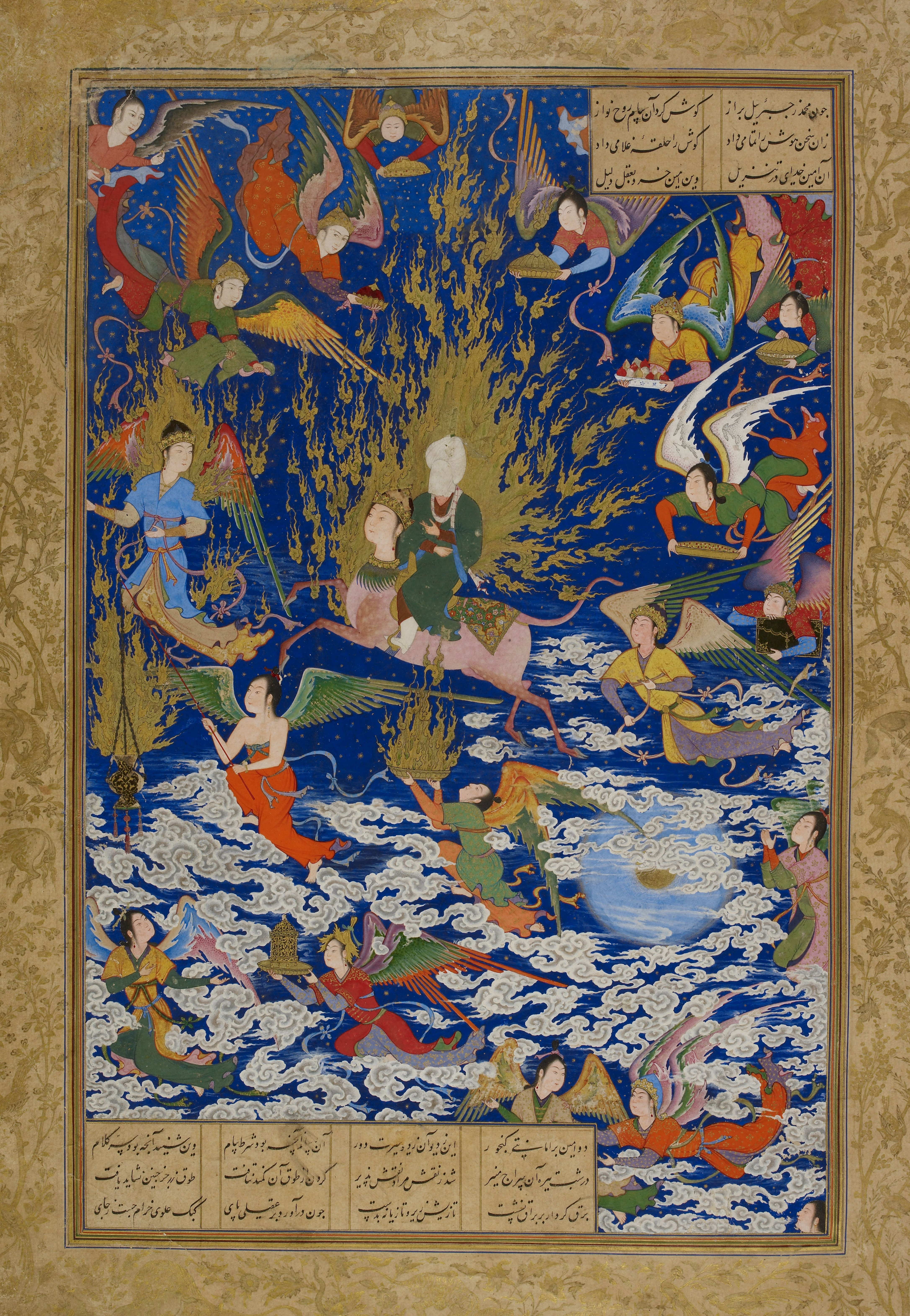
Sultan Muhammad, Miraj (ascensió de Mahoma al paradís sobre el seu ase buraq) en un Khamseh de Nizami datat el 1539-43

Durant aquest període van estar actius tres centres: Tabriz, Siraz i Bukharà. Tabriz, la capital de l'imperi safàvida entre 1501 i 1548, va reutilitzar també els artistes del ketab khaneh Aq Qoyunlu. Les il·lustracions denoten un doble origen: el d'Aq Qoyonlu i dels timúrida. Això es va veure afavorit per la presa de la ciutat de Herat el 1501, però no es va manifestar veritablement fins al 1525. Els diferents directors del ketab khaneh varen ser Sultan Muhammad (1515-1522), Bihzad (1522-v.1540), i Mir Mossavvir (v. 1540 - 1548).
Molts grans pintors, com Aqa Mirak, Mir Sayyid Ali o fins i tot Doust Mohammad foren emprats pel taller-biblioteca, i varen produir grans manuscrits reials. El primer del que hi ha testimoni és el El Llibre dels Reis inacabat, encarregat per Ismaïl per al seu fill Tahmasp, i per al qual es van fer només quatre pintures, entre les quals es troba Raksh defensant Rustam adormilat, probablement una de les pàgines més cèlebres de la pintura safàvida, que encara mostra la forta influència de l'art turcmà en el tractament de la vegetació, molt densa com una catifa, i les errades en la perspectiva. Es pensa que correspon a quan el xa Tahmasp va tornar a Tabriz el 1522, que també va encarregar d'altres obres excepcionals, com un Khamsa i un Iskandar Nāmeh. Altres mecenes importants també empraren els artistes del ketab khaneh reial; així, per exemple, el príncep Barham Mirza (1517-1549) va fer representar un àlbum (muhaqqa) al pintor Doust Mohammad. L'art de la cal·ligrafia estava dominat per un home important, sobrenomenat «Zarrin Qalam», és a dir «canya d'or», que sobresurt en les sis cal·ligrafies canòniques.
La influència dels tallers reials de Tabriz va ser extremadament important, i els manuscrits no reals, il·luminats i il·lustrats s'estengueren per tot l'imperi, marcant els centres provincials com el de Shiraz.
Siraz, capital del Fars (nucli de Pèrsia), era una ciutat provincial del sud de l'Iran molt activa. Els artistes eren els mateixos que els utilitzats pels Aq Qoyunlu, i produeien volums de petit format, còpies d'Alcorans i de textos poètics, majoritàriament destinats al comerç amb l'Imperi Otomà (Síria, Egipte). Malgrat el bloqueig imposat per aquest imperi el 1512, la producció va seguir sent forta, el que suggereix que s'estava dirigint a altres compradors encara no identificats, donada l'absència de patrocini local. Sota la influència de Tabriz, es noten les evolucions entre 1501 i 1525: les siluetes es tornen més primes, i apareixen el tadj, el turbant característic vermell dels kizilbaix, i dotze plecs corresponents als dotze imams del xiisme. A partir de 1525 els tallers de Shiraz només produïren còpies de les obres dels tallers reials de Tabriz, i després de Qazvin i Esfahan.
Bukharà no era estrictament una ciutat d'art safàvida, ja que es trobava en el centre d'un estat independent a càrrec de la dinastia xibànida (1500-1598). No obstant, els trasllats dels artistes, a causa dels freqüents canvis polítics i el nomadisme dels sobirans, implicà influències significatives per part de les ciutats safàvides. Els manuscrits d'aquesta escola es caracteritzen pels seus marges acuradament decorats amb la tècnica de l'encartat. Les seves enquadernacions tenen una contraportada amb una gran decoració de cuir perforat i una portada amb grans plaques rectangulars amb motius animalístics o arabescos, segons l'antiga tradició timúrida. Les pintures utilitzen una paleta harmoniosa, amb composicions aèries, però la falta de nous models i la repetició de clixés fa l'efecte d'una certa sequedat. L'escola de Bukharà va assolir el seu cim entre 1530 i 1550, i influí de manera directa en l'art mogol.

### 1550-1600: període de transició

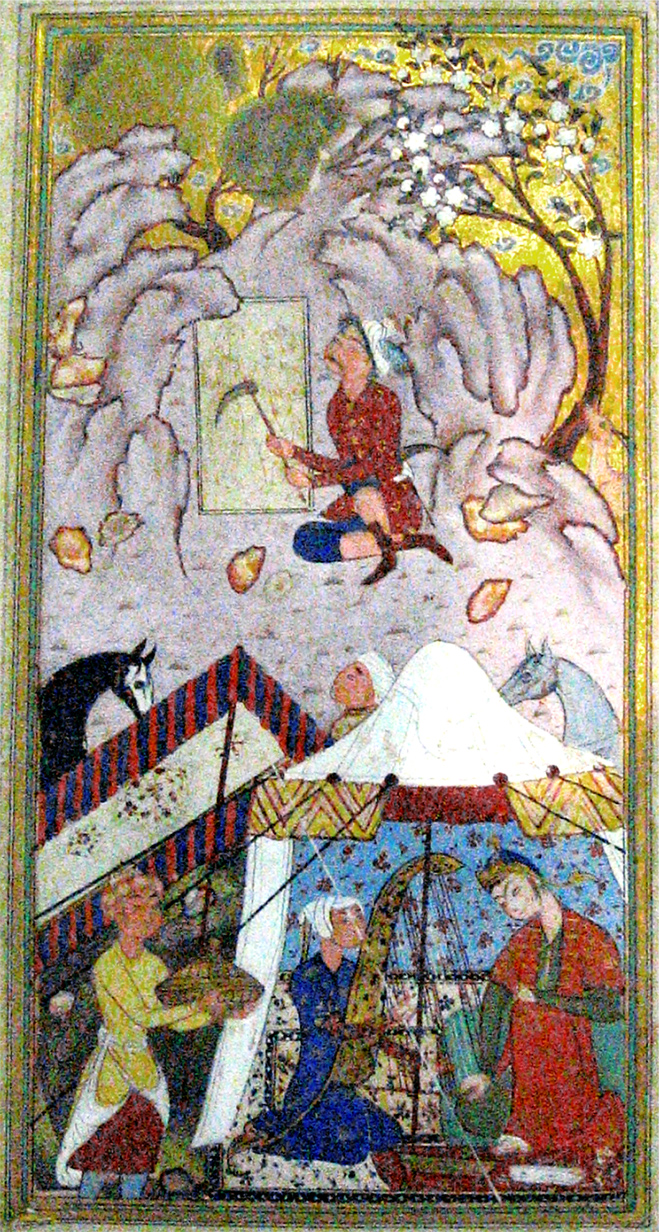
Representació de Shirin i Farhad per Vahshi Bâfqi, Nastaliq, sense signar, 1588. Conservada al Museu nacional de l'Iran

Els anys 1550-1600 varen estar marcats per nombrosos canvis en l'organització de l'imperi i, per tant, en la producció de llibres safèvides. Amb el trasllat de la capital el 1548, el taller reial es va desplaçar, i Qazvin va prendre el relleu de la producció reial. No obstant això, els centres provincials com el de Shiraz (sud) o Khorasan (Iran oriental) van continuar produint manuscrits més o menys rics.
Amb la transferència de la capital de Tabriz a Qazvin, el Ketab Khaneh va ser desmantellat en gran part, seguit dels edictes de penediment editats pel xa per raons religioses i econòmiques. Els artistes van fugir cap a les corts provincials o estrangeres (mogoles i otomanes). Només Aqa Mirak va resistir-se a marxar, altres artistes, com Siavush Beg el georgià o Sadiqi Beg prengueren el lloc de la generació anterior. Els nous grans cal·lígrafs, com Mir Ali o Malik Dayalami, apareixen i donen a llum a la «regla dels dos càlams», que estableix regles idèntiques per la cal·ligrafia i la pintura. La il·luminació i enquadernació evolucionen en paral·lel a l'art de la catifa, ja que els cartrons utilitzats són idèntics. En els manuscrits, les pintures són majoritàriament de dobles pàgines sense relació amb el text, mentre que les imatges dels assistents reials, de dones joves, de prínceps o fins i tot de dervixos omplen els àlbums (muhaqqa).
Si el final del regnat de Tahmasp va ser poc fructífer (es coneix, per tant, un fal Nameh datant d'aquests anys amb les signatures d'Aqa Mirak i Abd al-Aziz) el xa Ismaïl II (r. 1576-1577) va exercir una influència positiva, encarregant un gran Shah Nāmeh i un Ajayibnāmeh (llibre de les meravelles). Per desgràcia, el seu curt regnat va impedir un veritable renaixement, encara que va aconseguir establir un nou estàndard, que marca el començament de la multiplicació de les pàgines dels àlbums. El seu successor, el xa Muhammad Khudabandeh, cec, va tenir poc interès en els llibres, i així va trencar el començament de la recuperació. El ressorgiment de l'art del llibre reial només es durà a terme parcialment durant el mandat de Abbas I el Gran, que va encarregar com era la tradició, pel que sembla, un gran Shah Nāmeh abans del trasllat de la cort a Esfahan.
El taller provincial de Shiraz va romandre fins al 1620, però la majoria del temps només copiava models dels tallers reials de Tabriz, i després de Qazvin i Khorasan. La decoració es multiplica, la il·lustració és molt abundant en els manuscrits i els colors brillants, tot i que no gaire variats. El dibuix, finalment, representa personatges de rostre rodó i nas allargat. La il·luminació és molt repetitiva, i la cal·ligrafia, la majoria en nastaliq, es còpia l'una de l'altra. La major part dels manuscrits no estan signats.
Els tallers anomenats del Khorasan se situen a Herat en el districte de Bakharz. Sota el patrocini del germà de Braham Mirza, Ibrahim Mirza, des de 1565, competeixen amb l'escola de Qazvin en tenir artistes com Shaykh Muhammad, Muzaffar Ali o Muhammadi, especialitzats en dibuixos. El manuscrit més famós d'aquests tallers és un exemplar de Haft Awrang (Set trons) de Jami, i es distingeix de les produccions dels tallers oficials per la seva profunda originalitat.

### 1600-1660: davallada dels manuscrits il·luminats i desenvolupament de la pàgina d'àlbum

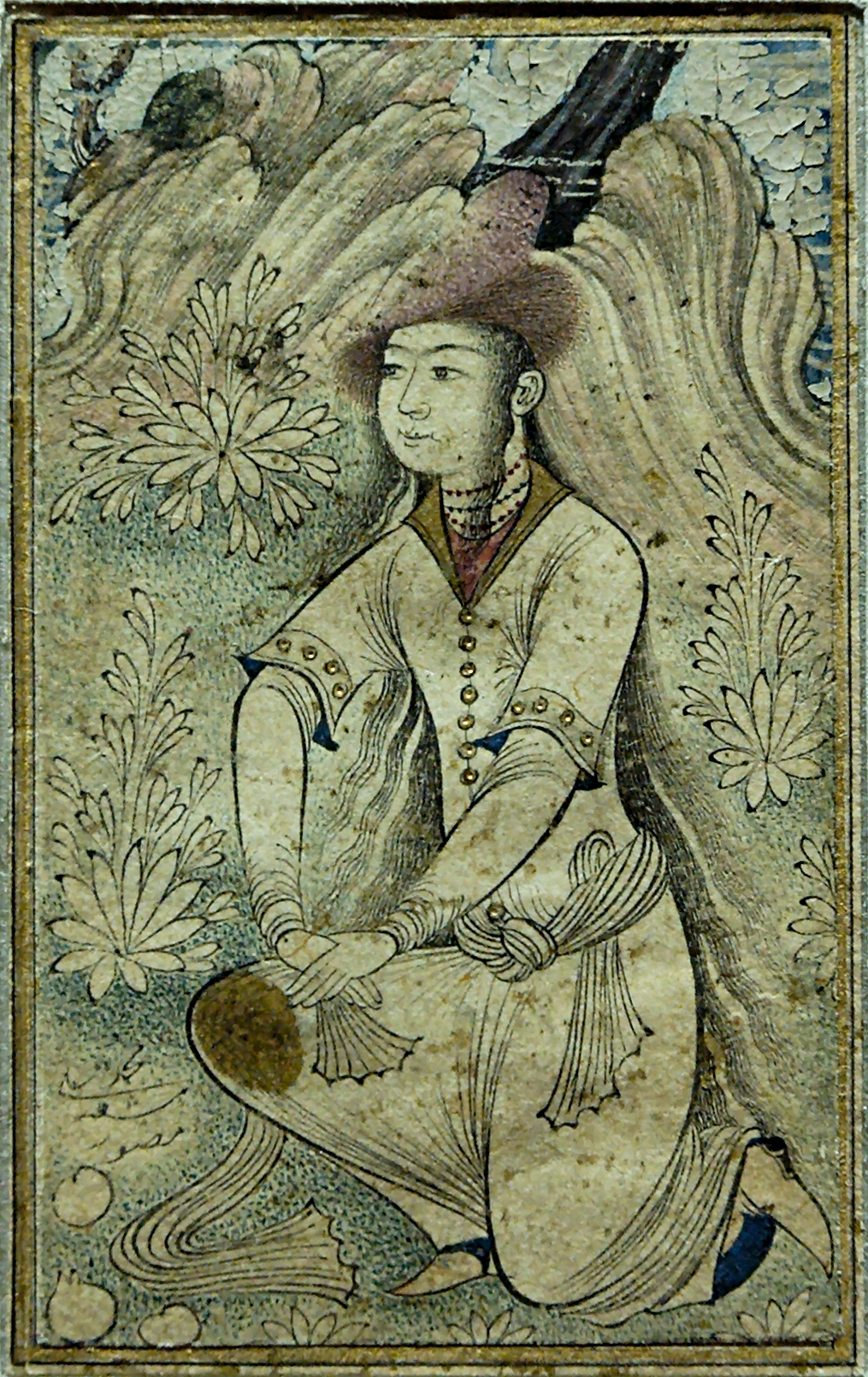
Pàgina d'àlbum: Noia amb barret de pell, signat per Muhammad 'Alî. Ispahan, meitat del, Museu del Louvre

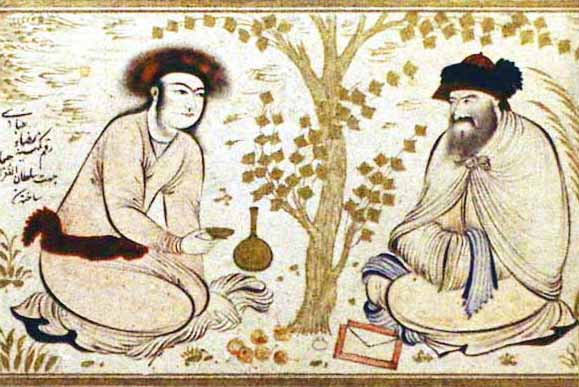
Riza 'Abbasi, Jove príncep i dervix, segon quart del, Metropolitan Museum

Durant els regnats d'Abbas I i Safi I, la quantitat de manuscrits il·lustrats i il·lustrats va disminuir significativament, donant pas a un nou tipus d'art del llibre: la pàgina de l'àlbum. Els àlbums, o muhaqqa, es componien sota la direcció d'un pintor o d'un cal·lígraf, i reagrupaven pàgines de diferents artistes juxtaposant dibuixos, cal·ligrafia o fins i tot miniatures antigues. Reza Abbasi, que dirigí el ketab khaneh entre 1597 i 1635 (va ser traslladat el 1602 a Esfahan)és, sens dubte, el màxim representant d'aquest gènere. Els personatges d'aquestes pàgines d'àlbum presenten sovint siluetes allargades, amb caps petits i arrodonits. Els temes poden ser cortesans, on els copers són privilegiats, tot i que també hi ha camperols i dervixos. Mentre Reza resisteix la influència europea fins a la seva mort el 1635, d'altres artistes no dubten en inspirar-se per dibuixar, i fins i tot a reproduir, els gravats realitzats pels comerciants holandesos. Altres grans pintors d'àlbums d'aquest període són deixebles de Reza, que probablement van estudiar amb ell, com Mo'in Musavvir, Mohammad Qasim i Muhammad Ali o fins i tot el seu fill Safi Abbassi, conegut per les seves pintures d'ocells.
Aquest gust per l'àlbum no acaba totalment amb els manuscrits il·luminats: el Shah Nāmeh per al xa Abbas, els dos Divan de Navai o fins i tot el manuscrit de Khosrow i Shirin són exemples de la continuació d'aquesta tradició, que els tallers provincials a més a més abandonen amb menys facilitat que el ketab khaneh reial. L'escola d'Herat, en particular, regularment reprodueix còpies dels grans textos grans textos il·lustrats perses.

### 1660-1722: la fi dels manuscrits il·lustrats

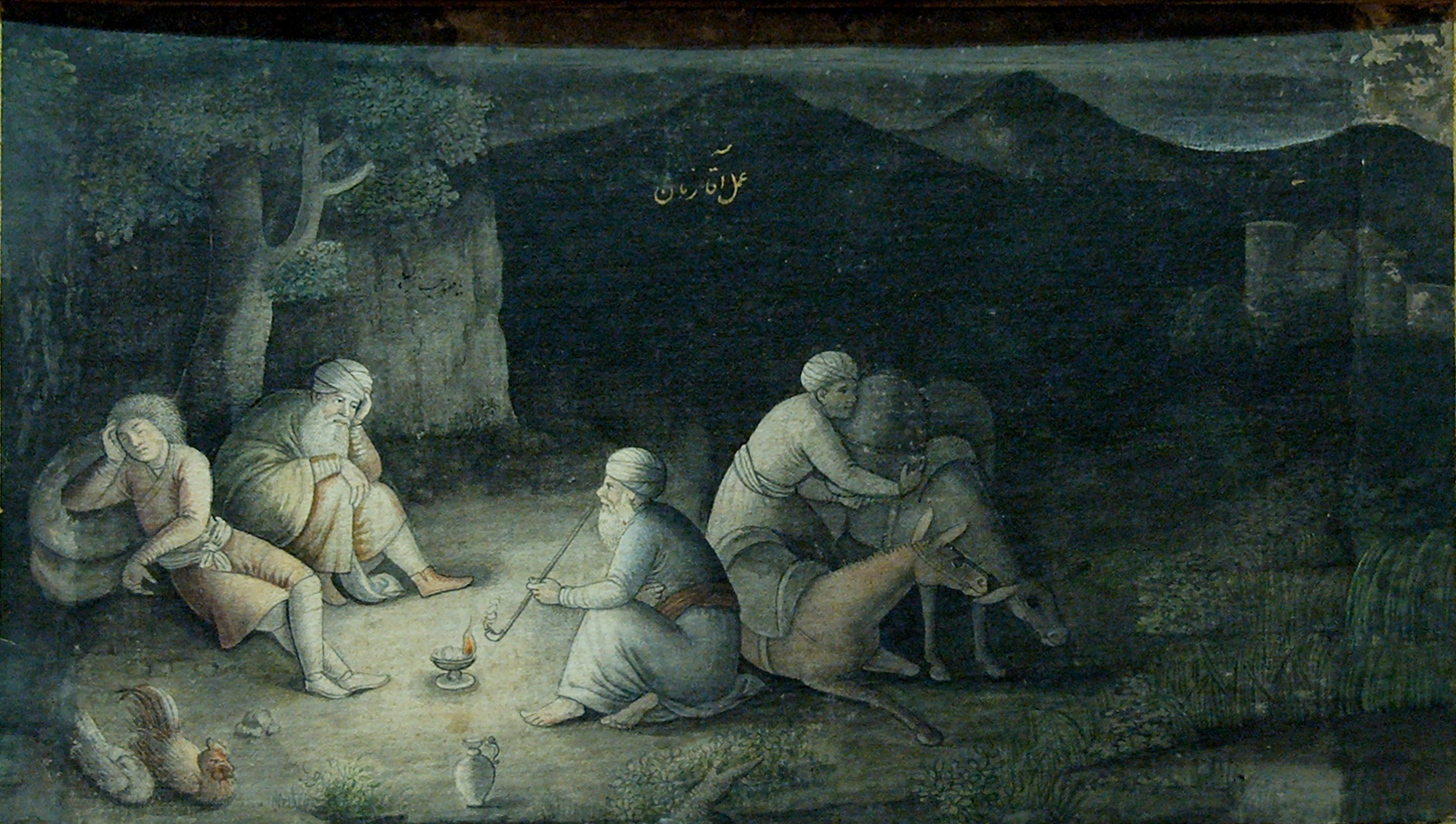
Parada nocturna de Mohammad Zaman

Amb l'aparició d'Ali Qoli Djebbeh Dar i de Mohammad Zaman, dos pintors molt europeistes, la part del llibre il·lustrat en l'art del llibre decau encara més. Una gran activitat de cal·ligrafia i d'il·luminació es posa en marxa, amb un veritable ressorgiment de l'interès per la primera i un estil florent molt fi i molt ric en elements vegetals per a la segona.

## Conclusió
Els safàvides varen ser els últims governants en promoure un art nacional «persa». Se'ls hi deu un nou impuls en la producció artística a l'Iran d'avui en dia, especialment destacable en l'urbanisme: Ali Qapu, Chehel Sutun tenen els seus propis aparadors en parcs verds extrets de perspectives específiques, mentre que el monumental boulevard de Tchehar Bagh (o avinguda dels Quatre-Jardins) travessa la ciutat d'Esfahan al llarg de tres quilòmetres. Guardians de l'antiga tradició artística iraniana més que innovadors, van elaborar un art tallat refinat i luxós en el qual les tendències manieristes en la decoració estan plenes d'un gran encant poètic. La seva caiguda va provocar una degeneració ràpida de l'art a l'Iran.